# Hyrtl’sches Waisenhaus

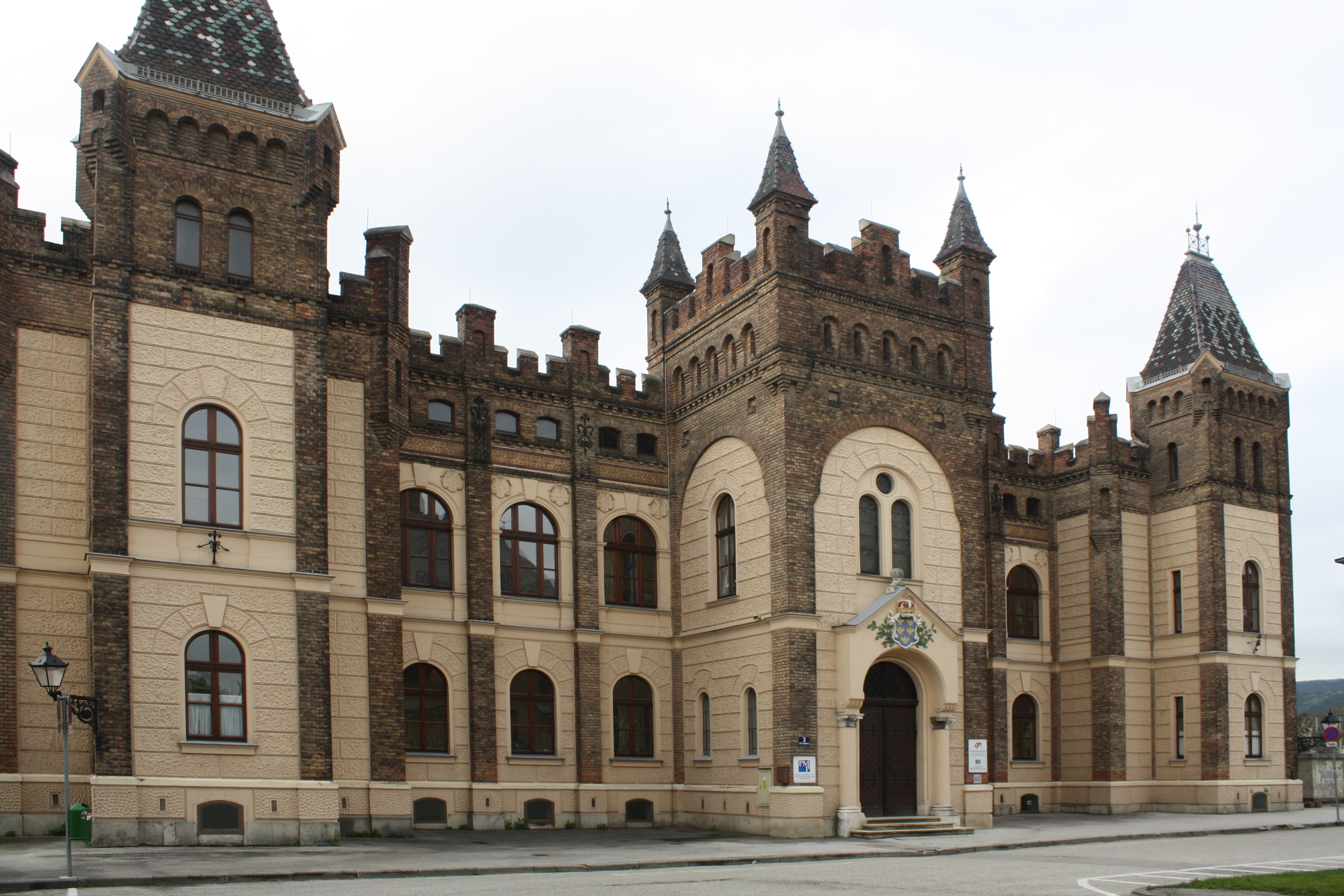
Mitteltrakt des Waisenhauses

Das Hyrtl’sche Waisenhaus war ein Waisenhaus in Mödling (Bezirk Mödling) in Niederösterreich. Die ersten drei Bauteile wurden im Jahr 1886 vom Baumeister und Architekten Eugen Sehnal erbaut, die weiteren Gebäude wurden bis 1906 von unterschiedlichen Baumeistern errichtet. Die Finanzierung war möglich, da der bekannte Anatom Josef Hyrtl sein Vermögen für den Bau stiftete. 1906 erreichte die Anlage ihr größte Ausdehnung.
Die heute erhaltenen und überwiegend restaurierten Gebäude des ehemaligen Waisenhauses sind im späthistoristischen Baustil in der Art eines englischen Colleges rund um die Waisenhauskirche platziert und prägen den östlichen Stadtteil Mödlings, die heutige Schöffelstadt.

## Bedeutende Zöglinge
- Edwin Grienauer (1893–1964), Zögling im Waisenhaus 1901–1907 und somit Schulfreund von Josef Weinheber, später Graveur zahlreicher österreichischer Münzen und Medaillen, Olympiasieger 1928 und Bronzemedaillengewinner 1948 im olymp. Kunstwettbewerb „Medaillen & Plaketten“.[1]
- Rudolf Knarr (1880–1981), Zögling im Waisenhaus 1889–1895, Komponist und Musikpädagoge, später Lehrer an der Waisenhausschule, Gründer der Beethovenmusikschule in Mödling (1936).[2]
- Leopold Petznek (1881–1956), Zögling im Waisenhaus 1889–1895, sozialdemokratischer Politiker, Präsident des Rechnungshofes.[3]
- Josef Weinheber (1892–1945), Zögling im Waisenhaus 1901–1908, Schriftsteller und bedeutender Lyriker.[4]
- Friedrich Zawrel (1929–2015), Zeitzeuge, Überlebender des Kinder-Euthanasie-Programms während der Zeit des Nationalsozialismus.[5]

## Geschichte der Waisenanstalt

### Gründungsgeschichte: Ära Schöffel
Im Jahr 1885 wurde in Mödling unter der Leitung von Josef Schöffel der Verein zur Gründung und Erhaltung eines Waisenhauses gegründet.
Josef Hyrtl stiftete einen Großteil seines Vermögens dem Verein und stellte laufend die Gelder zum Bau des Waisenhauses sowie der zugehörigen Kirche, der heutigen Waisenhauskirche, zur Verfügung. Insgesamt erbte die Joseph Hyrtl Waisenhausstiftung aus dem Nachlass Hyrtls, der 1894 starb, fast 600.000 Gulden, was heute einem Wert von etwa 5,5 Millionen Euro entspricht.
Im Jahr 1886 schenkte die Stadtgemeinde dem Verein die ältesten Kirchengründe Mödlings, der ehemaligen Kirche St. Martin (wo heute die Waisenhauskirche steht), und die Gründe des östlich davon gelegenen ehemaligen Mödlinger Friedhofs. Diese Gründe befinden sich östlich der Südbahn in dem von Schöffel neu gegründeten Stadtteil, der später den Namen Schöffelvorstadt, bzw. Schöffelstadt erhielt.
Der erste Bau wurde für 44 Kinder errichtet und kostete 36.579 Gulden. Der gleichzeitige Bau der Waisenhauskirche schlug sich mit 116.579 Gulden zu Buche. Der Bau ging schnell vonstatten. War die Grundsteinlegung im April 1886, so konnte das Waisenhaus bereits im Oktober desselben Jahres eröffnet werden. Im selben Jahr erhielt auch der Platz davor den Namen Hyrtlplatz.
Im Jahr 1888 und 1890 wurde die Kapazität des Waisenhauses durch mehrere Zubauten auf 220 Waisenkinder erweitert. Im Westgebäude wurde auch eine Anstaltsschule (die heutige Volksschule) eingerichtet.
Im April 1903 befanden sich in der Humanitäts-Anstalt 600 Kinder beiderlei Geschlechts.

### Ära Dressler
Der bedeutendste Direktor des Hyrtl‘schen Waisenhaus war Dr. Heinrich Dressler, der von 1911 bis 1936 die Anstalt leitete. Unter seiner Leitung wurde auch die Höchstzahl von 712 Zöglingen erreicht. Die Institution erwarb sich während seiner Ära einen international angesehenen Ruf, was dazu führte, dass über Weiterempfehlung mehrere Kinder aus nord- und südamerikanischen Staaten und auch aus Asien (Usbekistan) in der Folge im Waisenhaus Mödling Aufnahme fanden.
Herbert Hoover, später Präsident der Vereinigten Staaten von Amerika und (Mit-)Initiator der „Kinderhilfsaktion für Deutsch-Österreich“, besuchte das Hyrtl’sche Waisenhaus (vermutlich) im August 1919 und äußerte sich gegenüber Dir. Dressler sehr anerkennend über diese Einrichtung, wie aus mehreren Zeitungsnotizen aus dem Jahr 1969 im Waisenhausarchiv (Sammlung Dressler, tw. undatiert abgelegt) hervorgeht.
Das Waisenhaus Mödling war nach der Eingemeindung Mödlings nach Wien während des Zweiten Weltkriegs ein Erziehungsheim der Gemeinde Wien.
Die Stiftung wurde im Jahr 1942 in Folge des Anschlusses aufgelöst.

## NS-Zwangsanstalt für Jugendliche
Im Archiv des Waisenhauses Mödling finden sich zahlreiche Dokumente, die die ab 1940 gegebene Verknüpfung des Hyrtl’schen Waisenhaus Mödling als „Sonderschule für Schwererziehbare“ mit der Jugendfürsorgeanstalt „Am Spiegelgrund“ in Wien belegen. In der Jugendfürsorgeanstalt „Am Spiegelgrund“ auf dem Anstaltsgelände der Heil- und Pflegeanstalt „Am Steinhof“ in Wien wurde von 1940 bis 1945 sog. „unwertes Leben“ vernichtet, insgesamt sind mindestens 789 ermordete Kinder belegt.
In diesen umfassenden Unterlagen vor allem über die Jahre 1940 bis 1945 findet sich u. a. eine Liste von 330 Kindern, die vom Spiegelgrund während dieser Jahre in das Waisenhaus überstellt wurden und dadurch der Ermordung entrannen. Weiters gibt es im Waisenhausarchiv detaillierte Aufzeichnungen zu den Geschehnissen gegen Ende des Zweiten Weltkriegs.
Am 30. März 1945 ordnete der zuständige NS-Kreisleiter an, das Waisenhaus zu evakuieren. Die Kinder sollten mit Bussen entweder wieder auf den „Spiegelgrund“ in Wien bzw. in eine Schule in Prackenbach bei Viechtach im Bayrischen Wald (Niederbayern) transportiert werden. Da diese Busse vorerst nicht eintrafen, wurden etliche Kinder gezwungen, zu Fuß durch den Wienerwald auf abgelegenen Wegen zum „Spiegelgrund“ zu gehen. Die meisten Kinder, die auf den Spiegelgrund (zurück-)geführt werden sollten, waren aber von dort nach Mödling überstellt worden und kannten daher die Situation. So flüchteten 43 Kinder noch vor dem geplanten Abtransport vom Waisenhausareal, etliche davon schwer krank. Auch mehrere der schließlich nach Prackenbach gebrachten Kinder litten unter Mundfäule und schwerem Durchfall. Mitte Oktober 1945, als die alliierte Verwaltung sich in Wien etabliert hatte, wurde die Jugendfürsorgeanstalt „Am Spiegelgrund“ geschlossen.
Zwei Überlebende dieser Kindergruppe, Rudolf Karger und Friedrich Zawrel, hielten als Zeitzeugen die Erinnerung an diese Geschehnisse wach.
Rudolf Karger bekam vom Unterrichtsministerium den Auftrag, als Zeitzeuge seine Erlebnisse vom Spiegelgrund und vom Waisenhaus vor allem in Schulen darzulegen. Dazu ist in einem Brief an die Mödlinger Waisenhausschule aus dem Jahre 2005 Folgendes zu lesen:
Mit 11 Jahren – 1941 – kam ich am Spiegelgrund. Eingestuft durch das Reichsjugendamt als   u n w e r t e s   L e b e n   des damaligen Reichsgesetzes. Am Spiegelgrund, wo es nur Leid, Schmerz und Tötung gab an Kindern, an uns jugendlichen beiderlei Geschlechtes. A. Hitler fand gute willige Helfer für seine mörderischen Ideen. Alles was gegen seine Vorstellung war, u. rassistisch nicht einwandfrei sollte vernichtet werden. Am Spiegelgrund waren das Pflegepersonal sowie auch die Ärzte tätig, zu morden u. Leid zu bringen an uns Kinder u. Jugendlichen, die auch präzise Hitlers Anordnung befolgten. Der Brief ist im Archiv Waisenhaus Mödling archiviert.
Der bekannteste Zögling, der diese Ereignisse überlebt hat, war Friedrich Zawrel. Er wurde 1942 vom Spiegelgrund in das Waisenhaus überstellt, wurde aber ein Jahr später wieder auf den Spiegelgrund gebracht.
1975 wurde Zawrel dem Psychiater Dr. Heinrich Gross wegen eines gerichtlichen Gutachtens vorgeführt. Heinrich Gross war ab 1940 Arzt und schließlich Stationsleiter an der Jugendfürsorgeanstalt „Am Spiegelgrund“ tätig gewesen und im Besonderen für die Ermordung de Kinder verantwortlich. Auf die Frage des Psychiaters, ob er schon einmal psychiatriert worden sei, antwortet Friedrich Zawrel: Haben Sie schon vergessen die vielen toten Kinder vom Pavillon 15, haben Sie schon die gemarterten und misshandelten Kinder vom Pavillon 17 vergessen? Heinrich Gross fragt Friedrich Zawrel, ob er noch andere Kinder von damals kenne und ob er jemandem davon erzählt habe. Nachdem Friedrich Zawrel die Fragen verneint hatte, versprach Heinrich Gross Friedrich Zawrel jede mögliche gutachterliche Hilfe. Gegen Ende 1997 kam es schließlich zu einer Mordanklage gegen Heinrich Gross. Er konnte sich jedoch wegen angeblicher Demenz dem Prozess und einer Verurteilung entziehen.
Friedrich Zawrel wurde 2008 mit dem Goldenen Verdienstzeichen der Stadt Wien ausgezeichnet. 2013 wurde ihm das Goldene Ehrenzeichen für Verdienste um die Republik Österreich verliehen. Nach seinem Ableben wurde er auf dem Wiener Zentralfriedhof in einem Ehrengrab bestattet. In weiterer Folge wurde die Mittelschule in der Hörnesgasse in Wien-Landstraße nach ihm benannt.

## Spätere Einrichtungen

### NÖ Landesjugendheim
Im Jahr 1955 wurde das NÖ Landesjugendheim Mödling neu gegründet. 1978 übersiedelt das Heim in die Hinterbrühl.

### Modeschule
1924 wurde im Waisenhaus eine Modeausbildung geschaffen, welche seit dem Jahr 1975 im Mitteltrakt als die HLA für Mode und Bekleidungstechnik geführt wird, sowie seit 2000 der Schulzweig HLA für Produktmanagement und Präsentation.

### Östlicher Mädchentrakt-Grund: Rotes Kreuz Gelände
1963 wurde der östliche Teil (ehemaliger Mädchen-Waisenhaus Trakt) des großen Grundstückes an den niederösterreichischen Landesverband des Roten Kreuzes verkauft, der auf dieser Liegenschaft das Katastrophenlager für Niederösterreich einrichtete. Der damaligen Zeit entsprechend, wurde der Bau mit möglichst geringen Mitteln zu einem Zweckbau umgestaltet und auf den Erhalt historischer Bauteile bzw. der Fassade wurde nicht viel Wert gelegt. Ziel war es, möglichst viel Material für den Katastrophenschutz unterzubringen. Hintergrund waren die erst 1956 erfolgten Hilfslieferungen im Zuge des ungarischen Volksaufstandes. So wurde auch das alte Freibad des Waisenhauses abgetragen und eine Lager- und Garagenhalle errichtet. Erst beginnend mit den 1980er Jahren bis Ende der 1990er Jahre konnten die erhaltenen Fassaden und die alte Bausubstanz mit Unterstützung der Stadtgemeinde und Sponsoren renoviert und restauriert werden. Das ehemalige Hyrtldenkmal, aus dem Atelier des Steinmetzmeisters Aufhauser stammend und 1902 aufgestellt, wurde aus dem Vorgarten des Katastrophenlagers vor die Waisenhauskirche übersiedelt.
Von 2019 bis 2022 wurde der eingeschlossene Hyrtl-Platz umgebaut. Gleichzeitig wurden auf dem östlichen Flügel des Areals geförderter Wohnbau, ein öffentlicher Weg zur Unteren Bachgasse und im bestehenden Gebäude des Roten Kreuzes diverse Einrichtungen gebaut.

### Westlicher Trakt
Im Jahr 1969 wurden die verbleibenden Gründe des Waisenhauses an die Gemeinde Mödling verkauft.
Das Mödlinger Bezirksgericht siedelte sich in dieser Zeit im westlichsten Teil des großen westlichen Trakt an.
Der Westtrakt des Waisenhauses, der die Volksschule und das Tagesheim beherbergt, wurde 2005 vollständig renoviert. Dabei wurden um 2 Millionen Euro 5.800 m² Fassade und 450 Alt-Wiener Fenster saniert.

### Südliche Gründe

#### Stadion Mödling
Im südöstlichen Teil der Waisenhausgründe wurde 1923 das Stadion Mödling erbaut.

#### Fernwärmeheizwerk Mödling
Im Jahr 1960 wurden Teile der Waisenhausgründe von Niederösterreichischen Landesregierung, die die Hyrtl-Stiftung nach wie vor verwaltet, an die damalige Niogas, einem Vorläufer der EVN, verkauft, die dort ein Fernwärmeheizwerk errichtete.

#### BG Bachgasse Mödling
1978 übersiedelte die höhere Mädchenschule vom heutigen Haus der Jugend in Mödling auf der anderen Seite des Mödlingbachs gegenüber des Mitteltrakts. Heute ist dies das BG Bachgasse Mödling.

## Kirche St. Josef („Waisenhauskirche“)

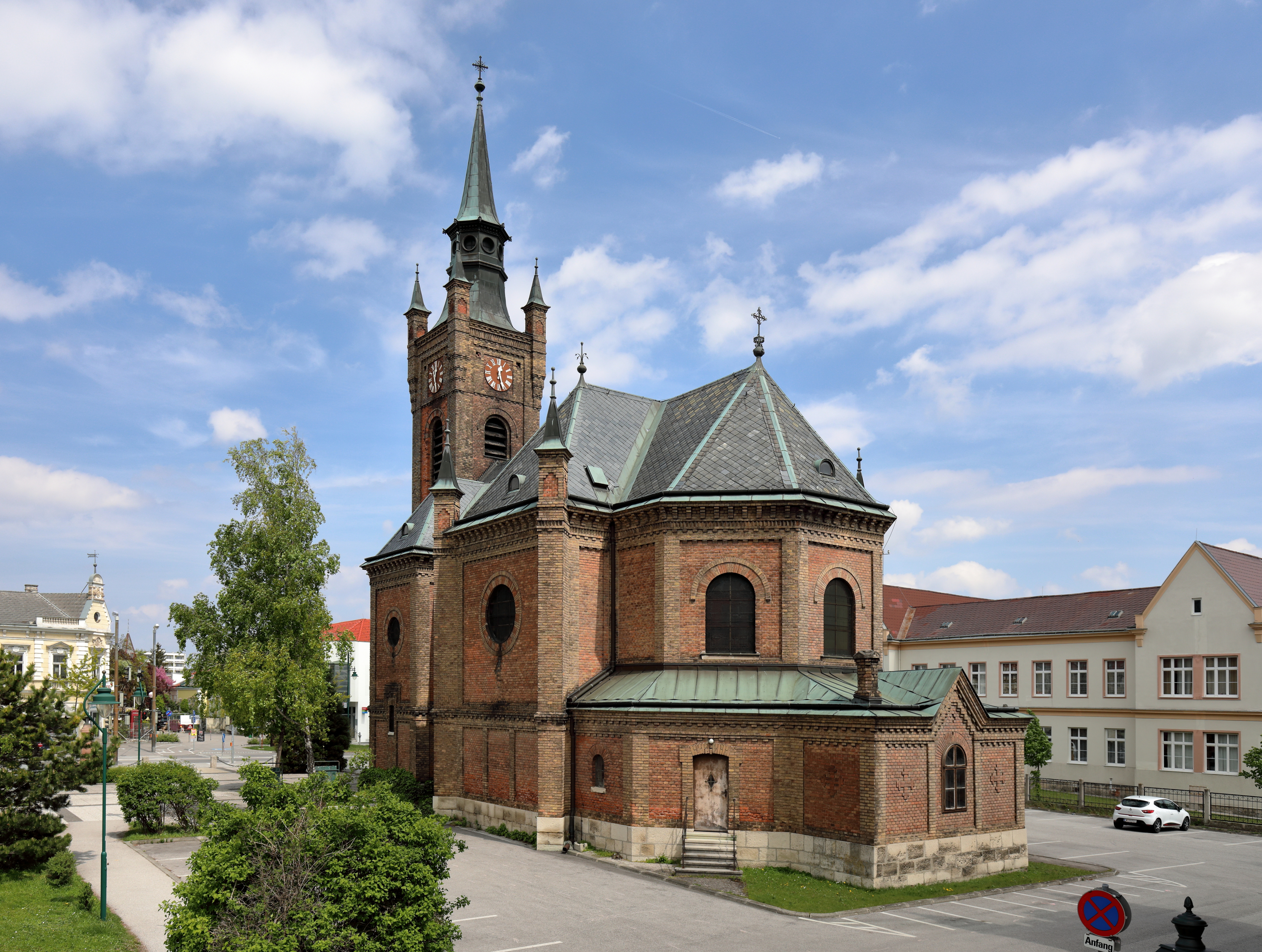
Südwestansicht der Kirche

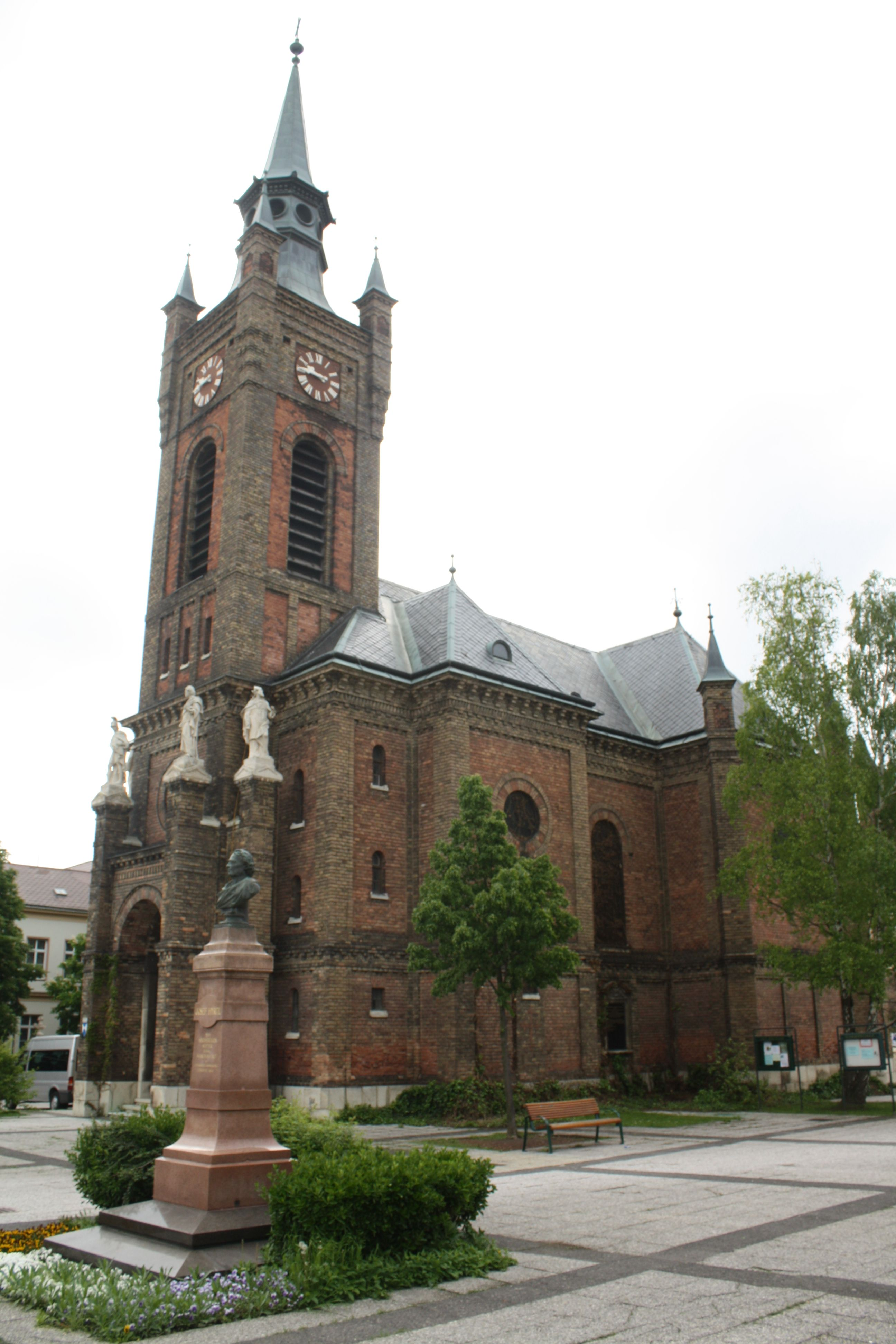
Waisenhauskirche mit dem Hyrtl-Denkmal

Die Kirche bildet das Zentrum des U-förmig angelegten Waisenhausareals. Die Kirche, die wie auch die anderen Trakte mit einer Rohziegelfassade versehen sind, weist außen Skulpturen des Bildhauers Vincenz Pilz auf.
Über die Kirche selbst hat vor allem Walter Jirka publiziert. So wurde beispielsweise im Jahr 1887 anlässlich der Namenstage von Hyrtl und dessen Frau zweimal die Deutsche Messe von Schubert durch den Mödlinger Gesangsverein aufgeführt.
Die Waisenhauskirche, ehemals katholische Filialkirche, die rund 90 Jahre ausschließlich den Kindern des Waisenhauses als Kirche diente, steht heute auch der Evangelischen Pfarrgemeinde A.B. Mödling als Predigtstelle sowie seit 2021 der Orthodoxen Kirchengemeinde zum Hl. Nikolaus als Gottesdienststätte zur Verfügung.

### Ehemalige Martinskirche
An der Stelle, an der heute die dem heiligen Josef geweihte Waisenhauskirche steht, befand sich früher die St. Martinskirche, die um 903 erbaut wurde und die erste Pfarrkirche von Mödling war. Sie existierte seit dem Sieg Karls des Großen über die Awaren im frühen 9. Jahrhundert als Stützpunkt der Christianisierung und bildete den Mödlinger Siedlungskern, bis der Ort nach der Zerstörung durch die Ungarn im 10. Jahrhundert verlagert wurde. Trotz dieser Entwicklung verblieb ihr Stand als Pfarrkirche bis 1475.

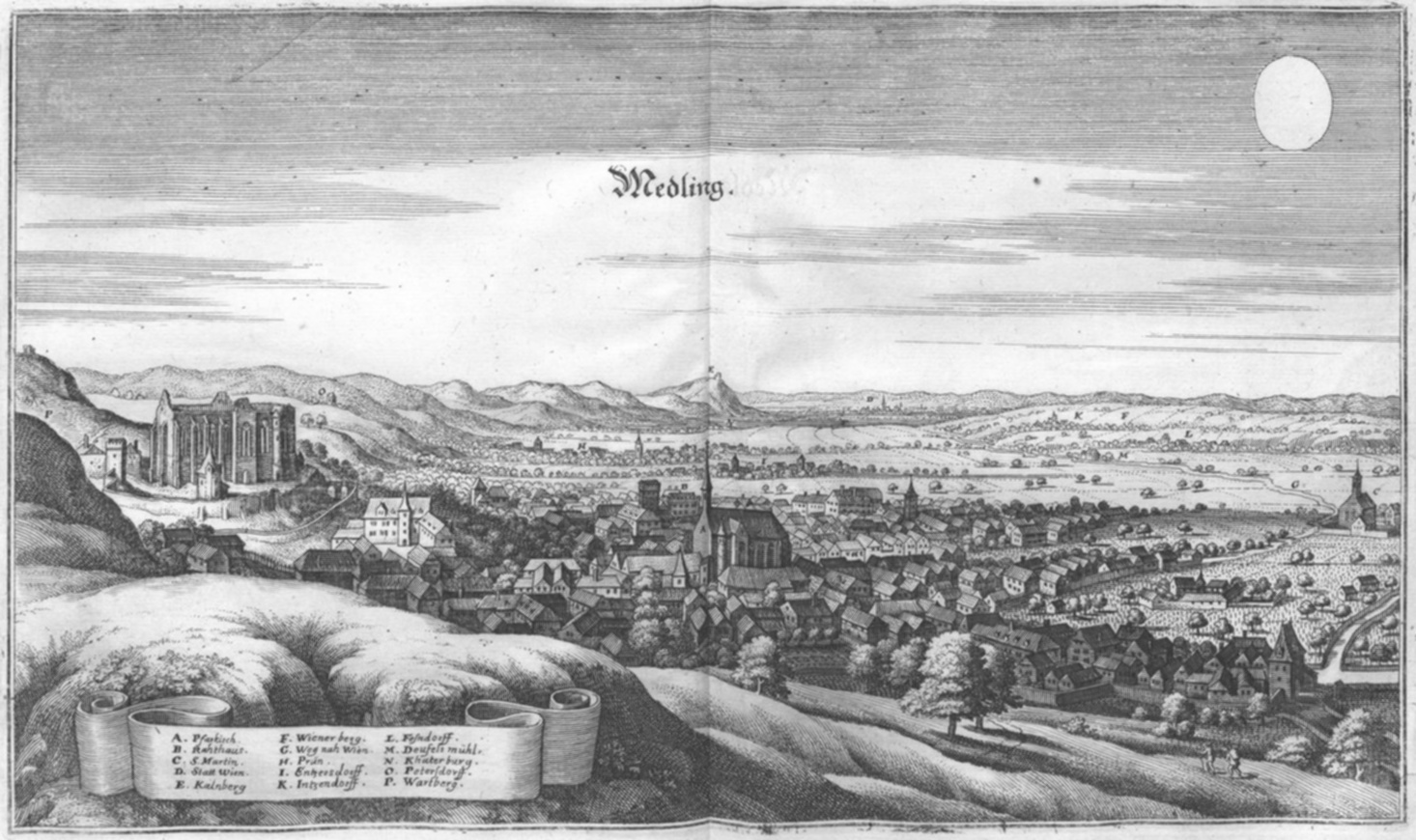
Mödling Ansicht mit der Martinskirche am rechten Bildrand (Kupferstich aus Topographia Provinciarum Austriacarum, 1649)

Die Martinskirche wurde im Zuge der Osmanenkriege im Jahr 1683 endgültig zerstört und verfiel zusehends, wurde aber wieder aufgebaut. 1787 wurde sie komplett abgerissen. Rund um die Kirche befand sich der frühere Friedhof mit einer kleinen Kapelle, die die Grabstätte der im Jahre 1819 verstorbenen Gräfin Sophie Wargemont war. Mit der Eröffnung des neuen Friedhofes am Fuße des Eichkogels am 4. Mai 1876 konnte auch der Friedhof aufgelassen werden.
Im Jahr 1974 wurde ein romanisches Taufbecken der alten Kirche wiederentdeckt.

## Denkmalschutz
Der Gebäudekomplex steht mit den Bezeichnungen Modeschule (Josef Hyrtl-Platz 3),
Volksschul- und Wohngebäude sowie Gartenportal (Josef Hyrtl-Platz 2), sowie
 Ehem. Waisenhauskirche hl. Josef und ehem. Friedhofsfläche (Josef Hyrtl-Platz 4) unter Denkmalschutz.
Geschützt sind auch
das Denkmal Josef Hyrtl am Platz,
das Denkmal Kaiser Franz Joseph vor der Volksschule,
sowie die 4 Postamentlöwen.

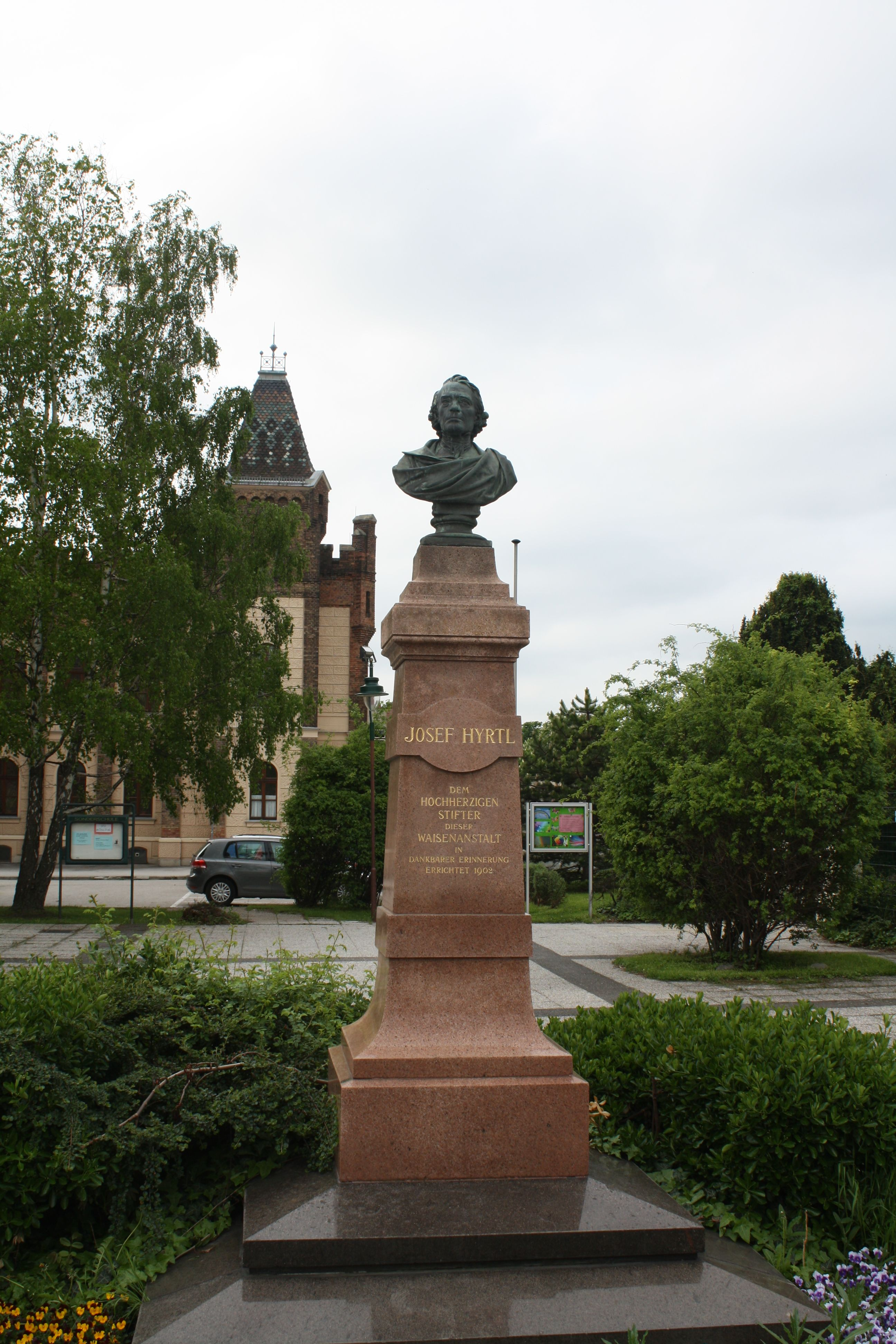
Josef Hyrtl-Denkmal
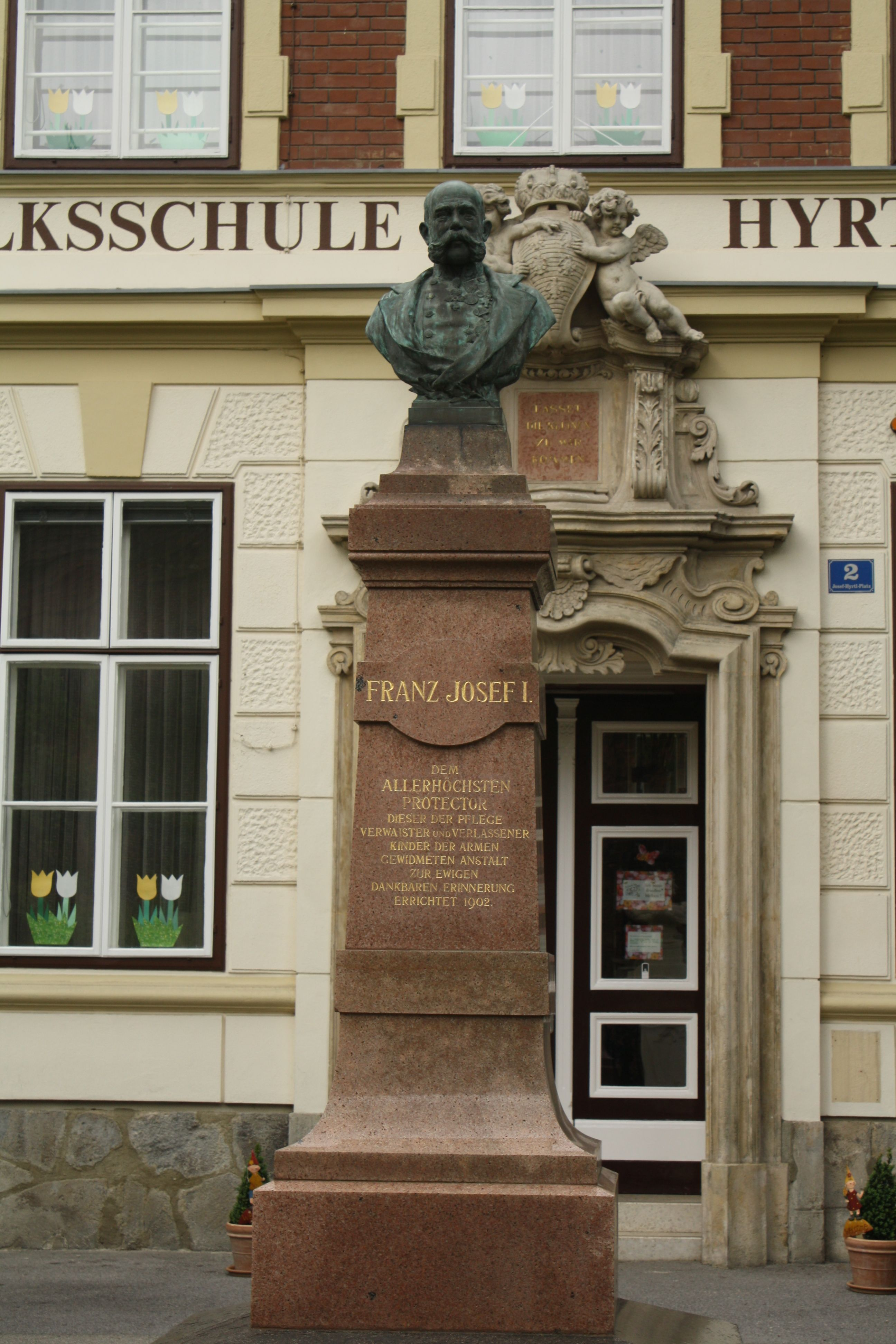
Kaiser Franz Joseph-Denkmal
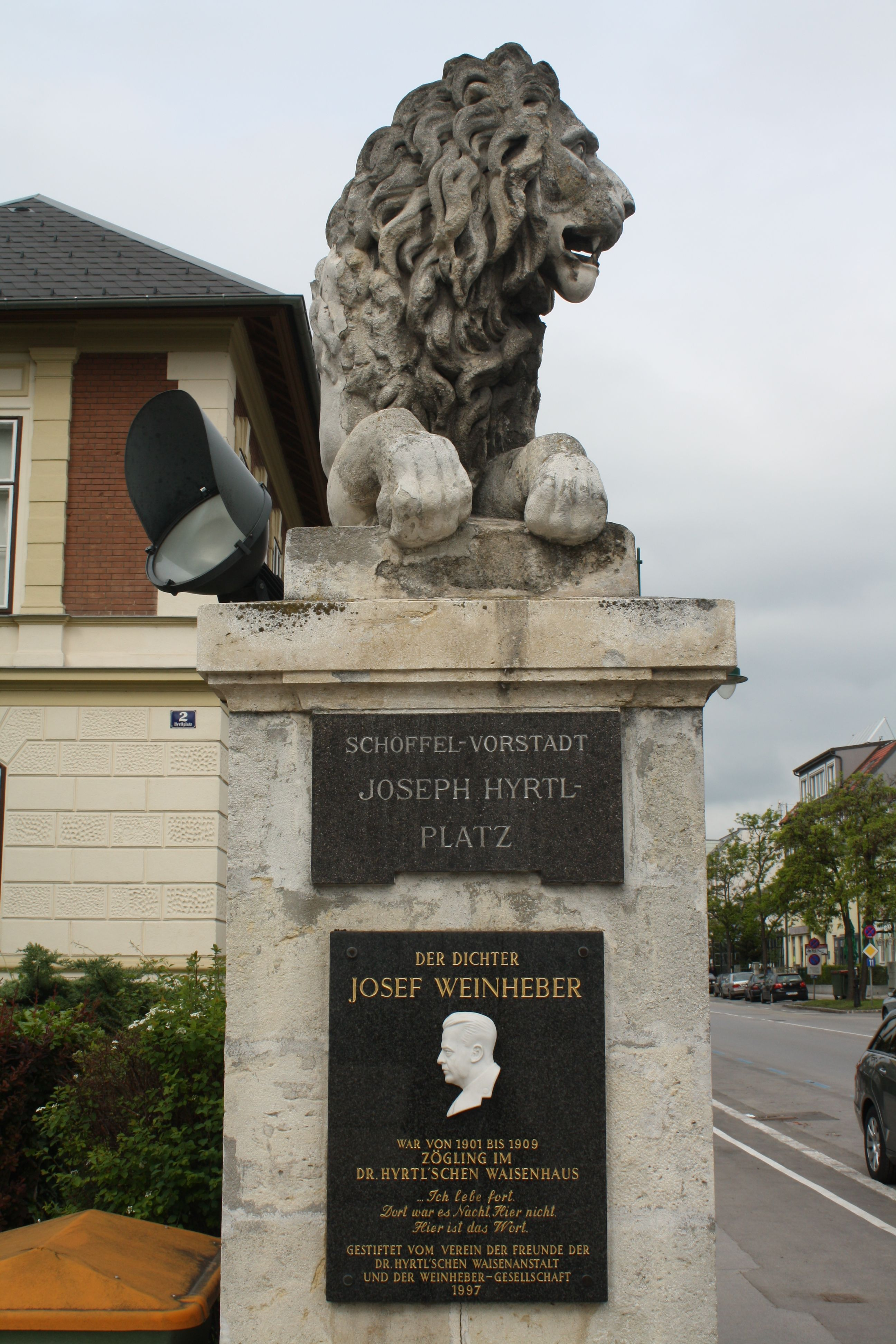
Einer der Postamentlöwen

## Galerie

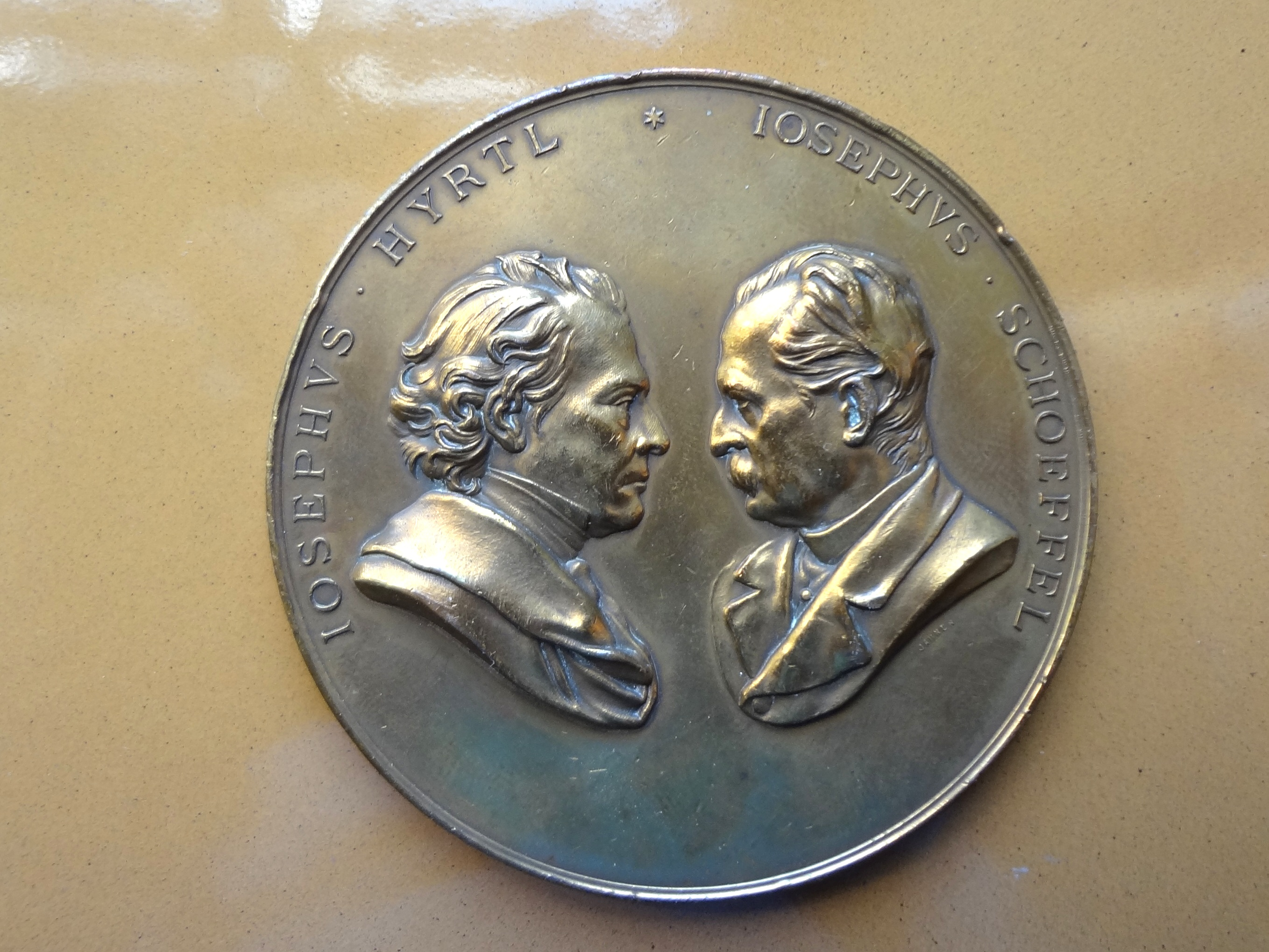
Medaille zum Waisenhaus von Heinrich Jauner (1891), mit dem Abbild von Josef Hyrtl und Josef Schöffel den großen Förderern des Waisenhaus
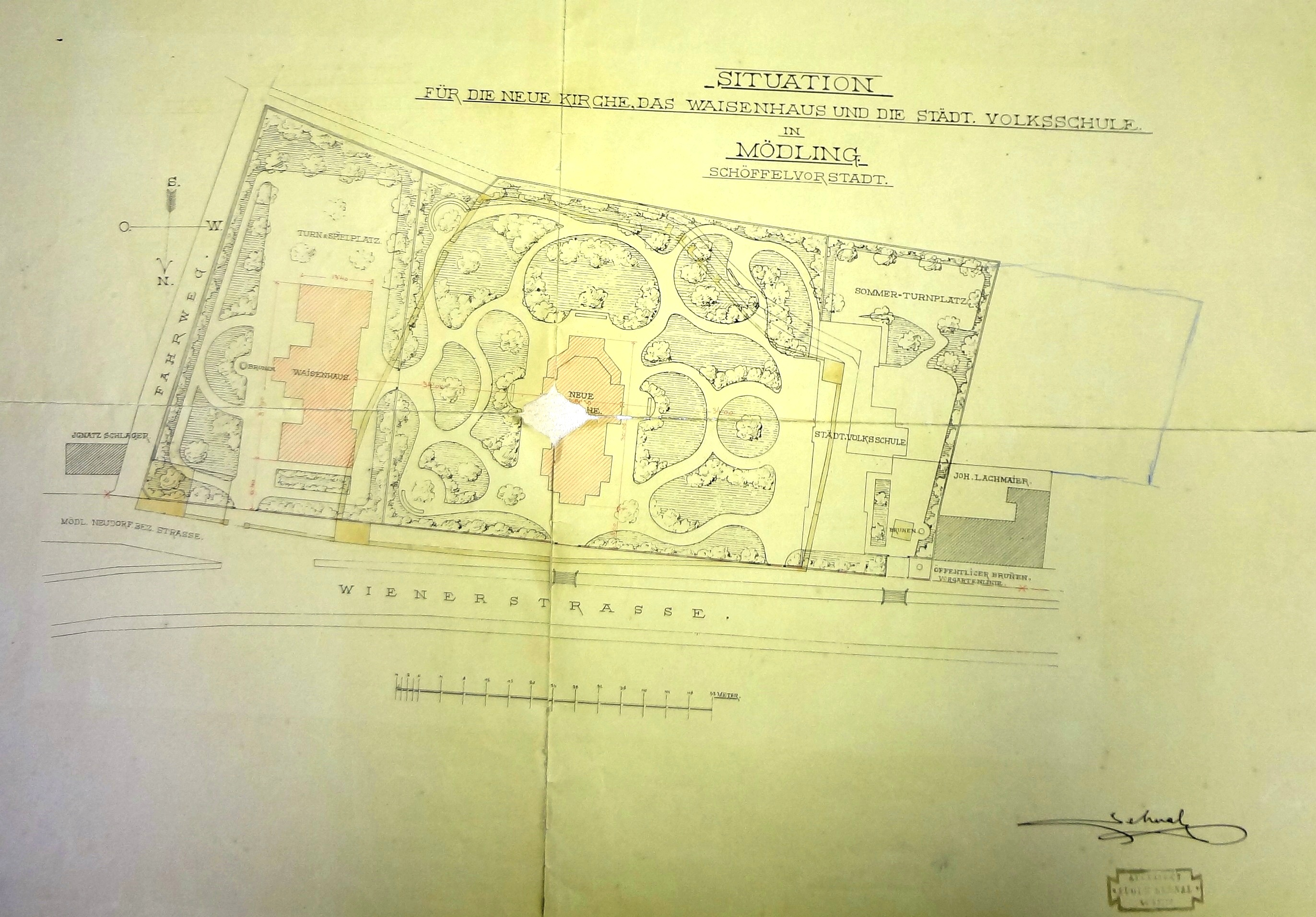
Erster Plan der Anlage (1886)
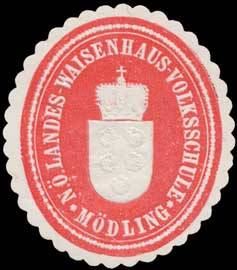
Anstaltssymbol
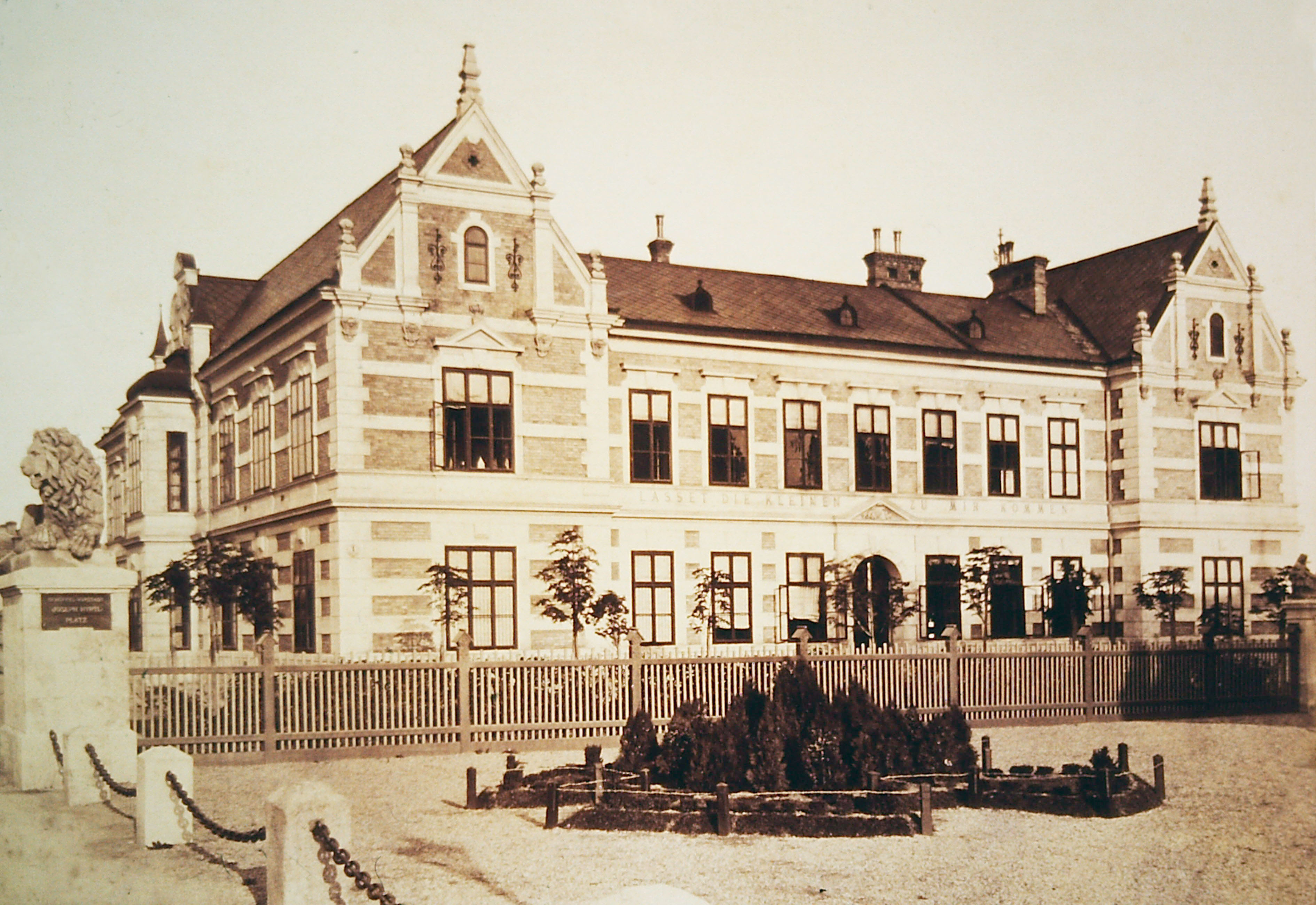
Mädchentrakt (1900)
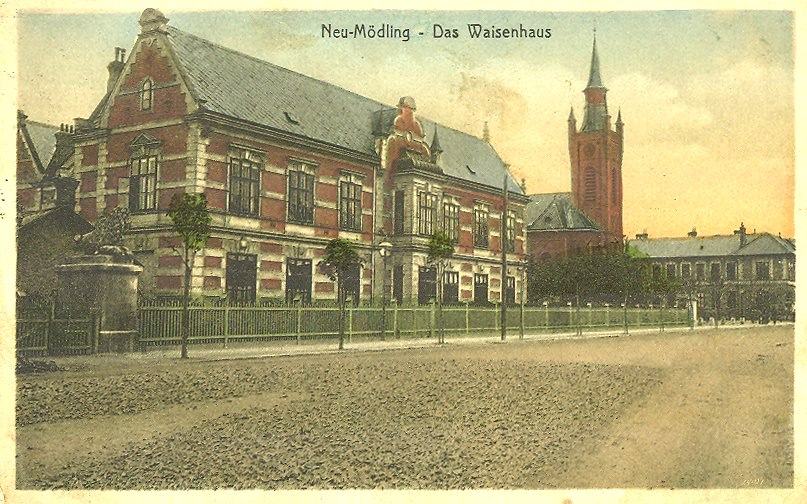
Kolorierte Aufnahme (1905)
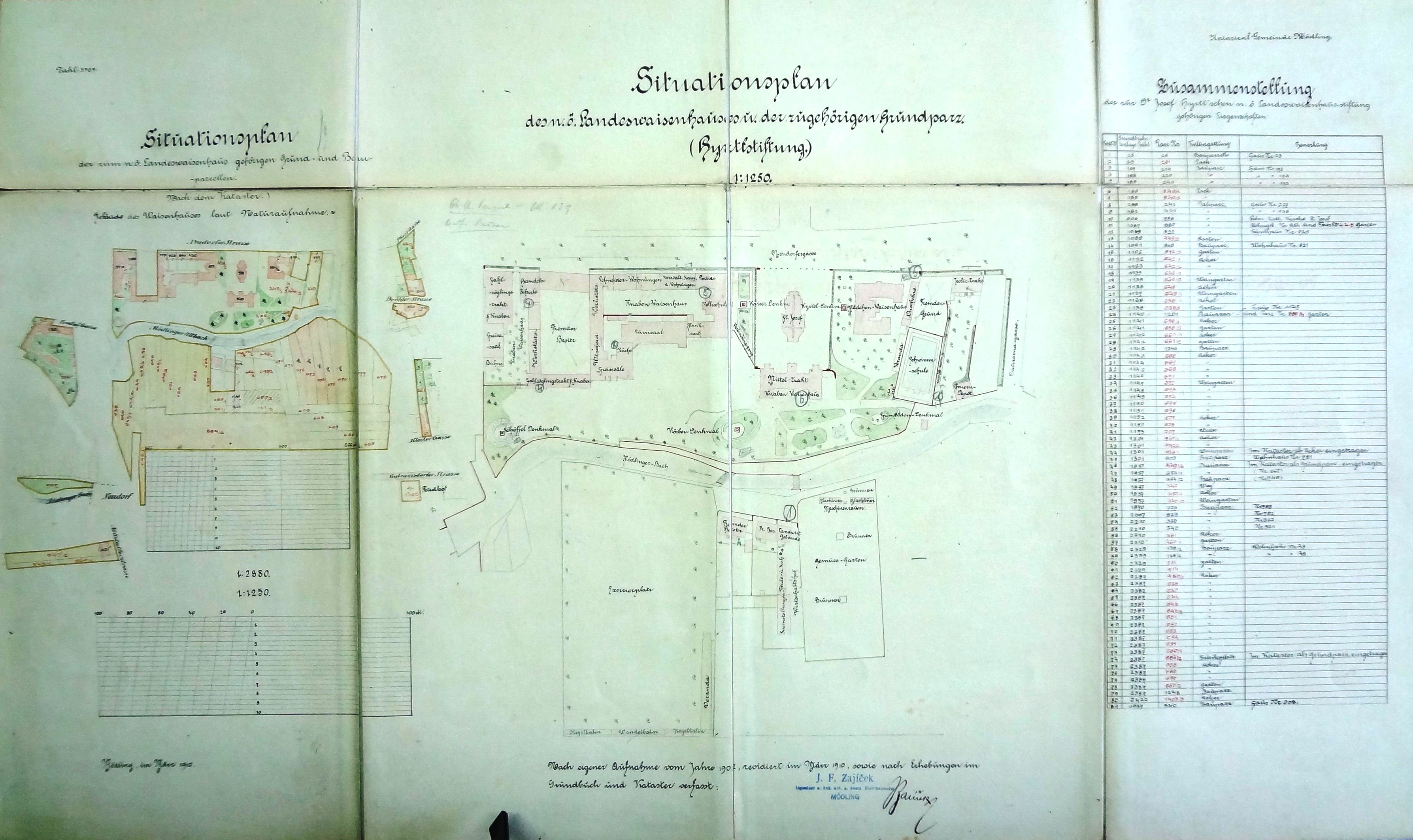
Plan des Waisenhaus von 1905
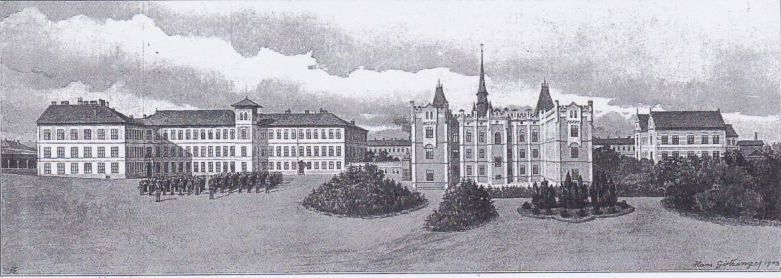
Rückseite (1903)
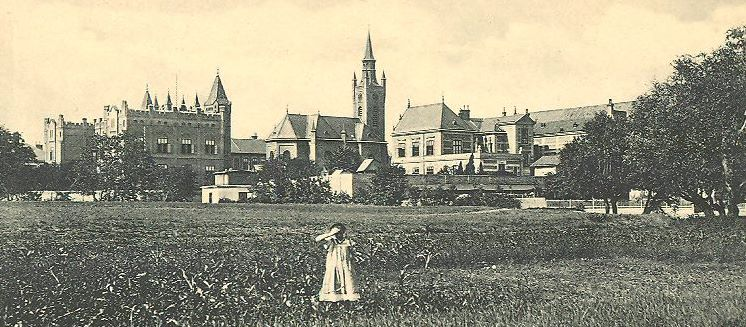
Blick vom heutigen Stadion (1900)
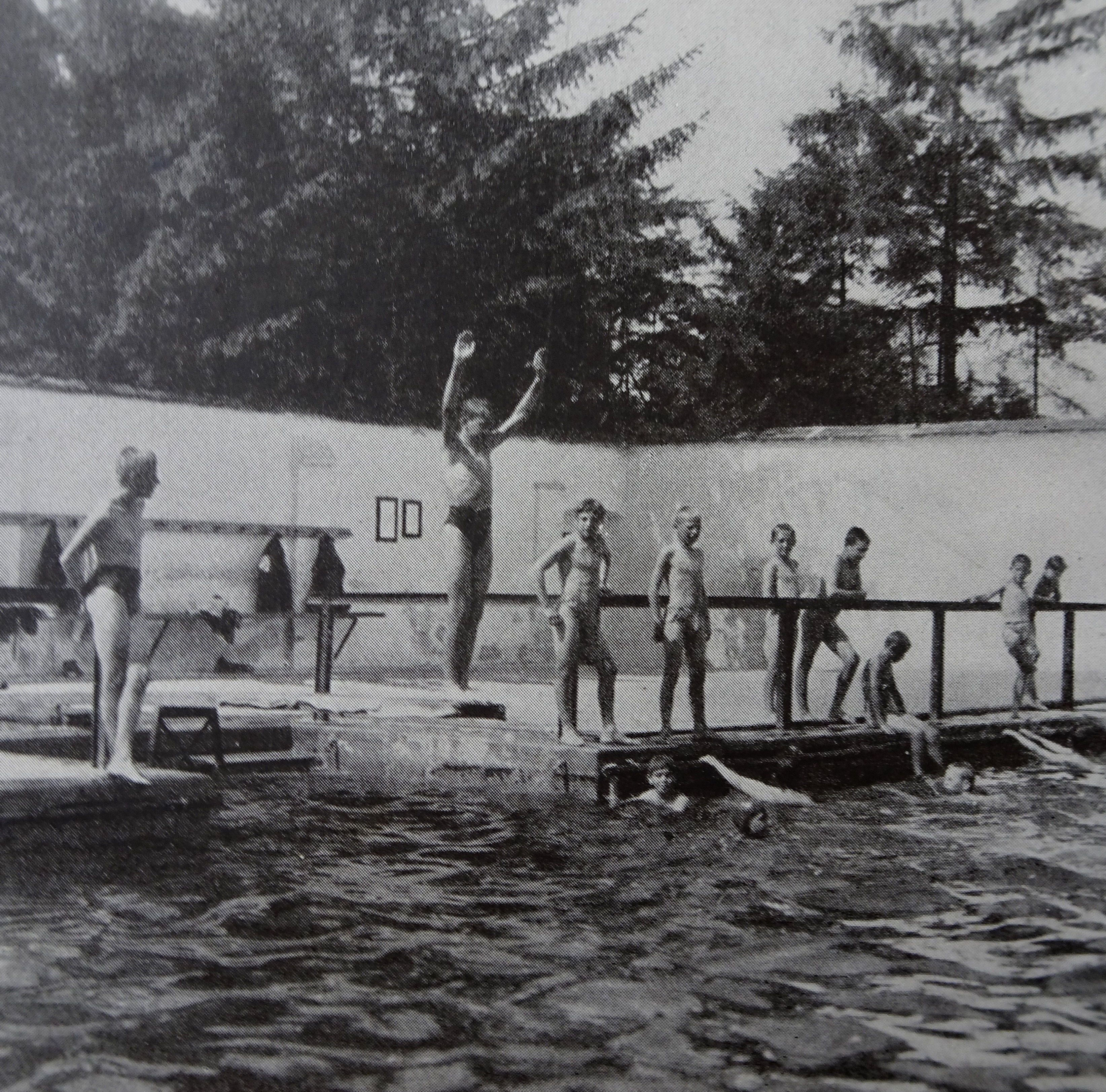
Schwimmbad hinter dem Mädchentrakt (1906)
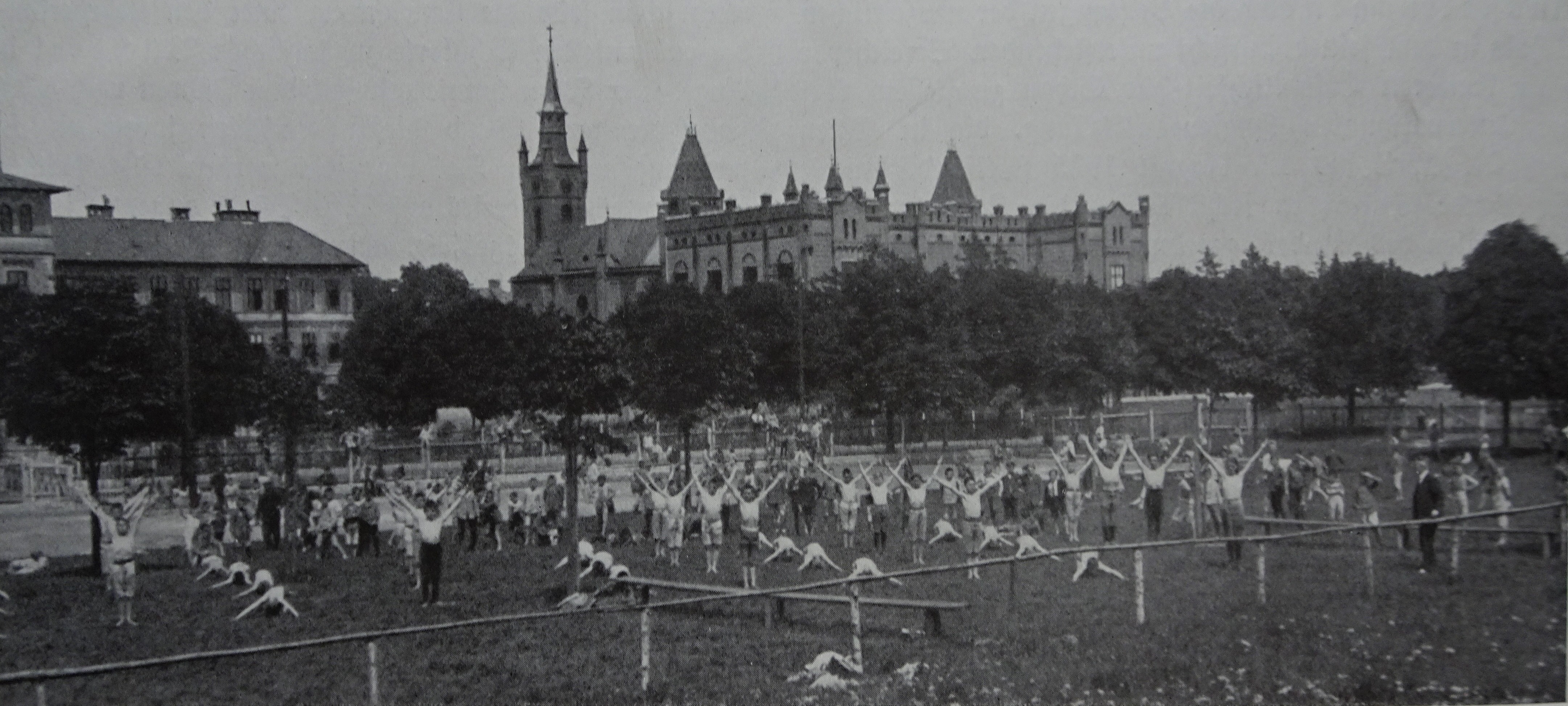
Spielwiese der südwestlichen Gründe (1900)
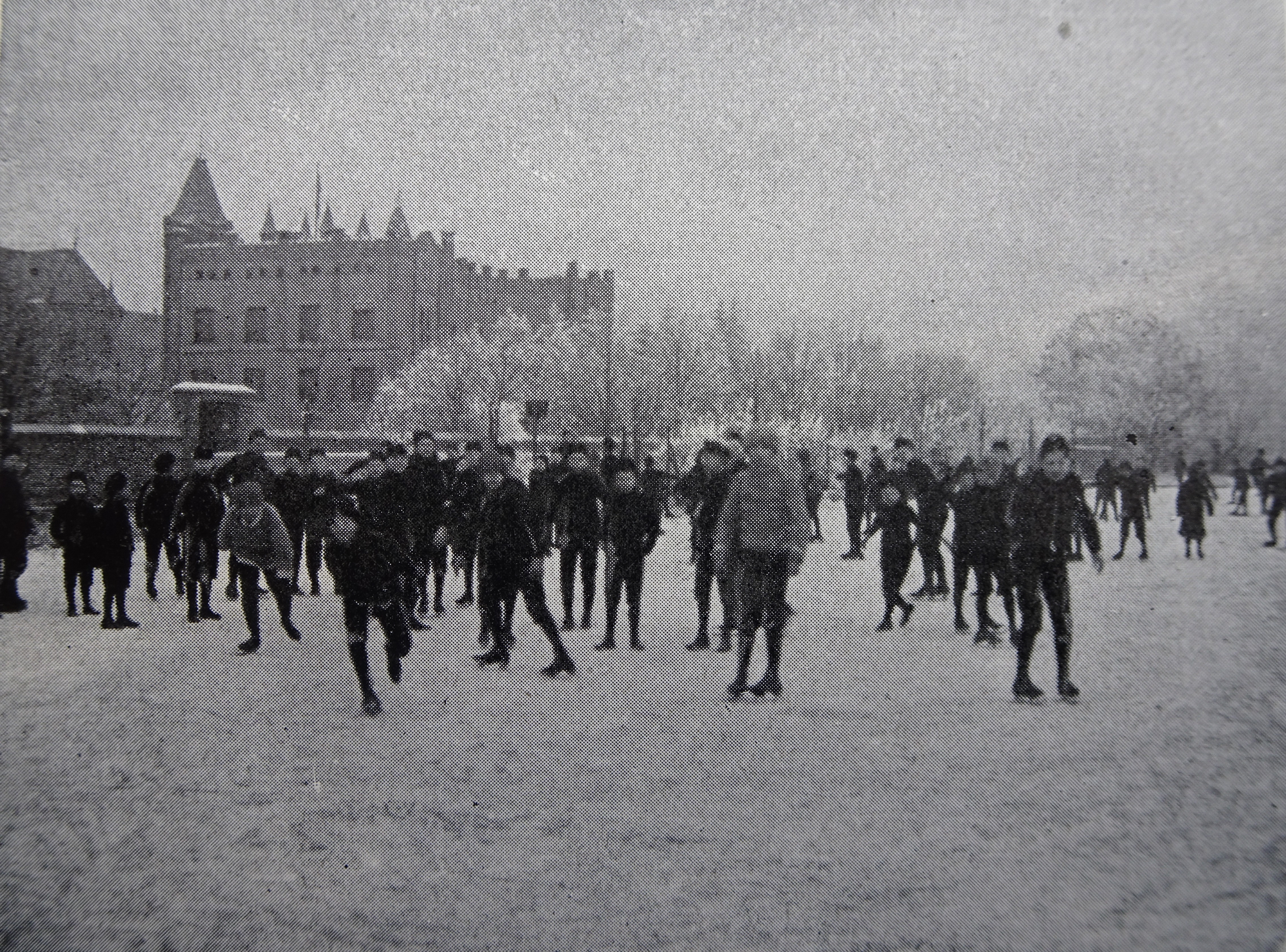
Eislaufplatz südwestlich am Mödlingbach (1900)
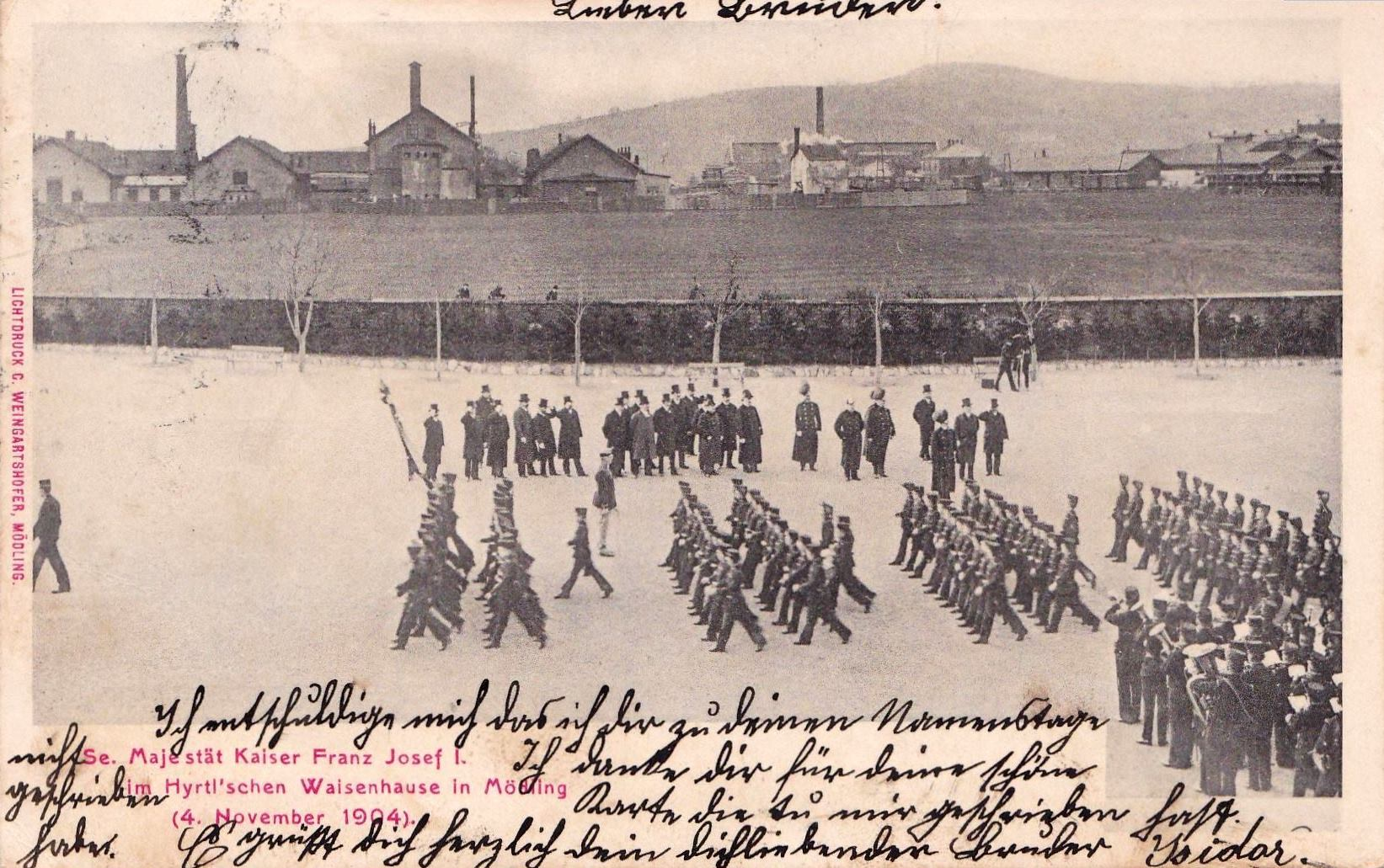
Kaiserbesuch 1904 mit Blick über die Spielwiese der südwestlichen Gründe und die Fränkl Fabrik auf den Eichkogel
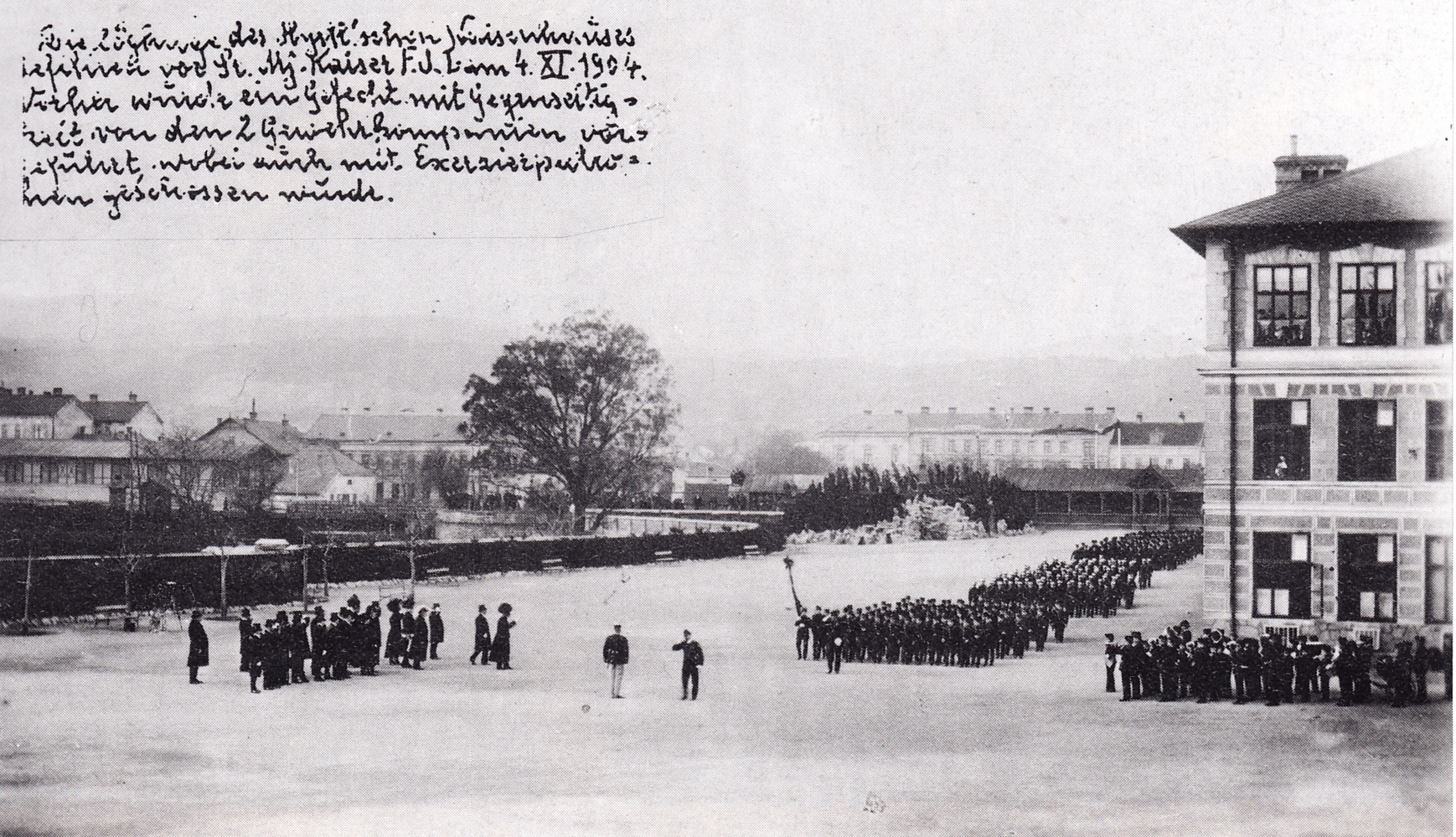
Kaiserbesuch (1904) mit Blick zum Bahnhofgleis
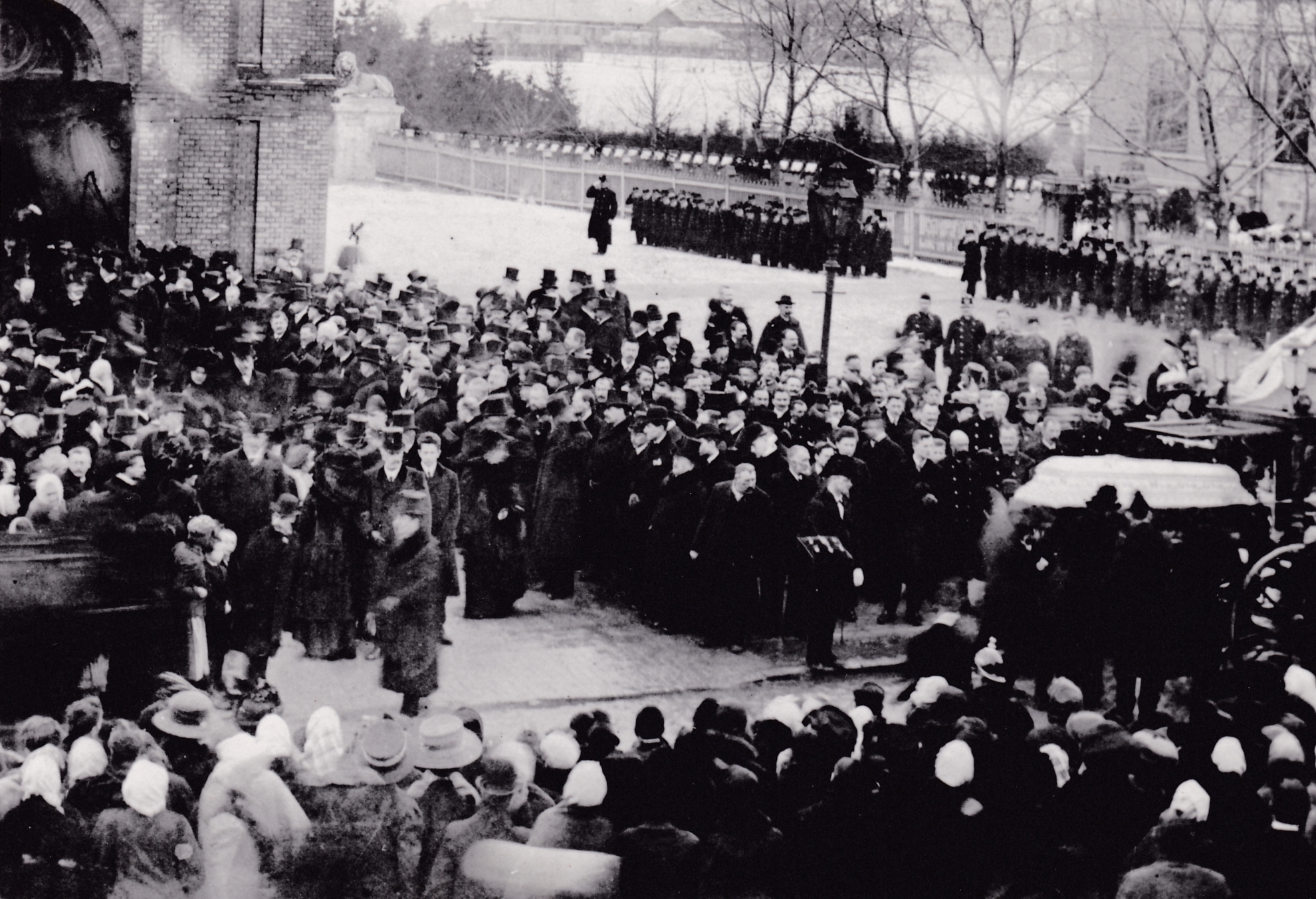
Josef Schöffels Begräbnis (1910)
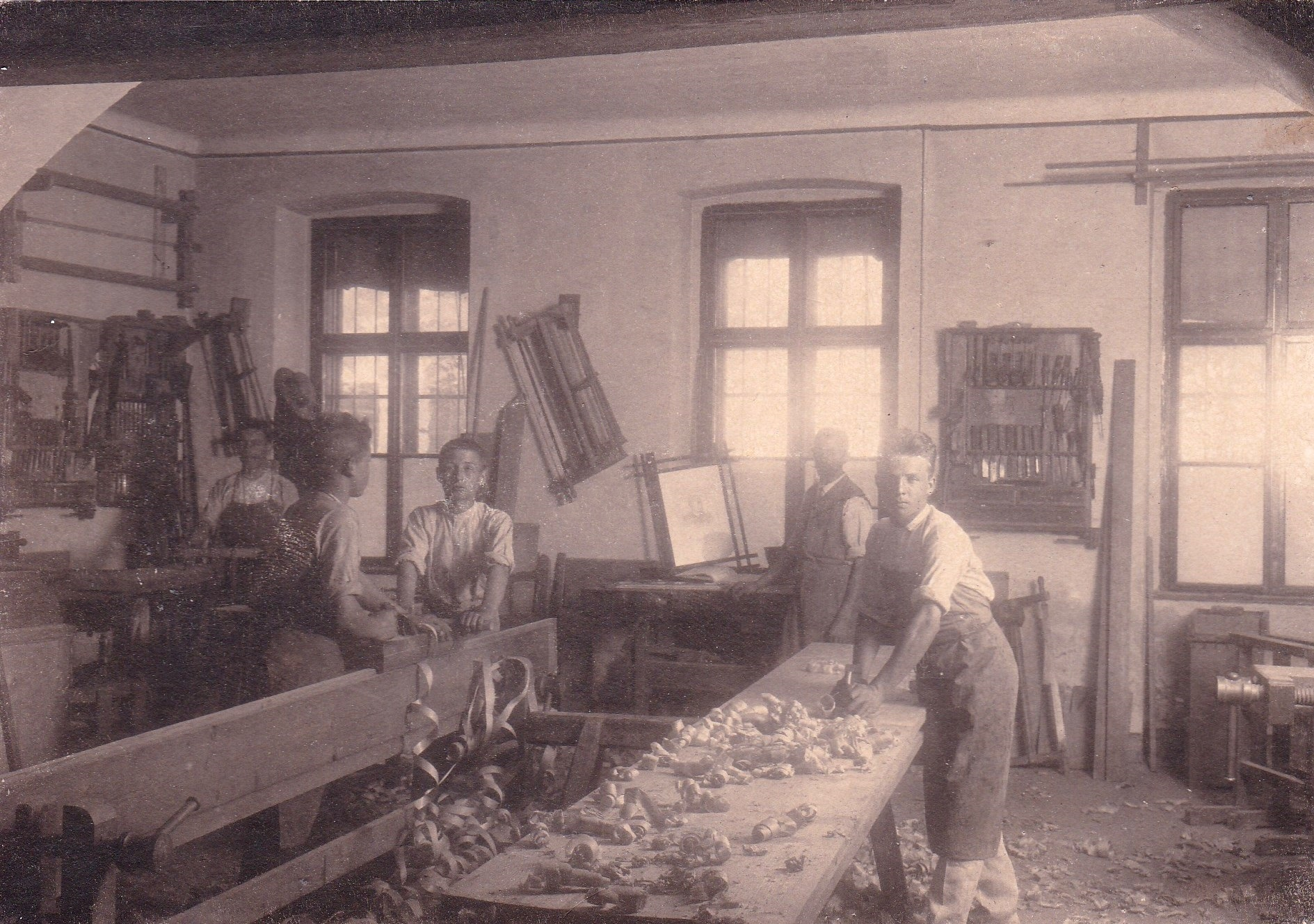
Tischlerei (1900)
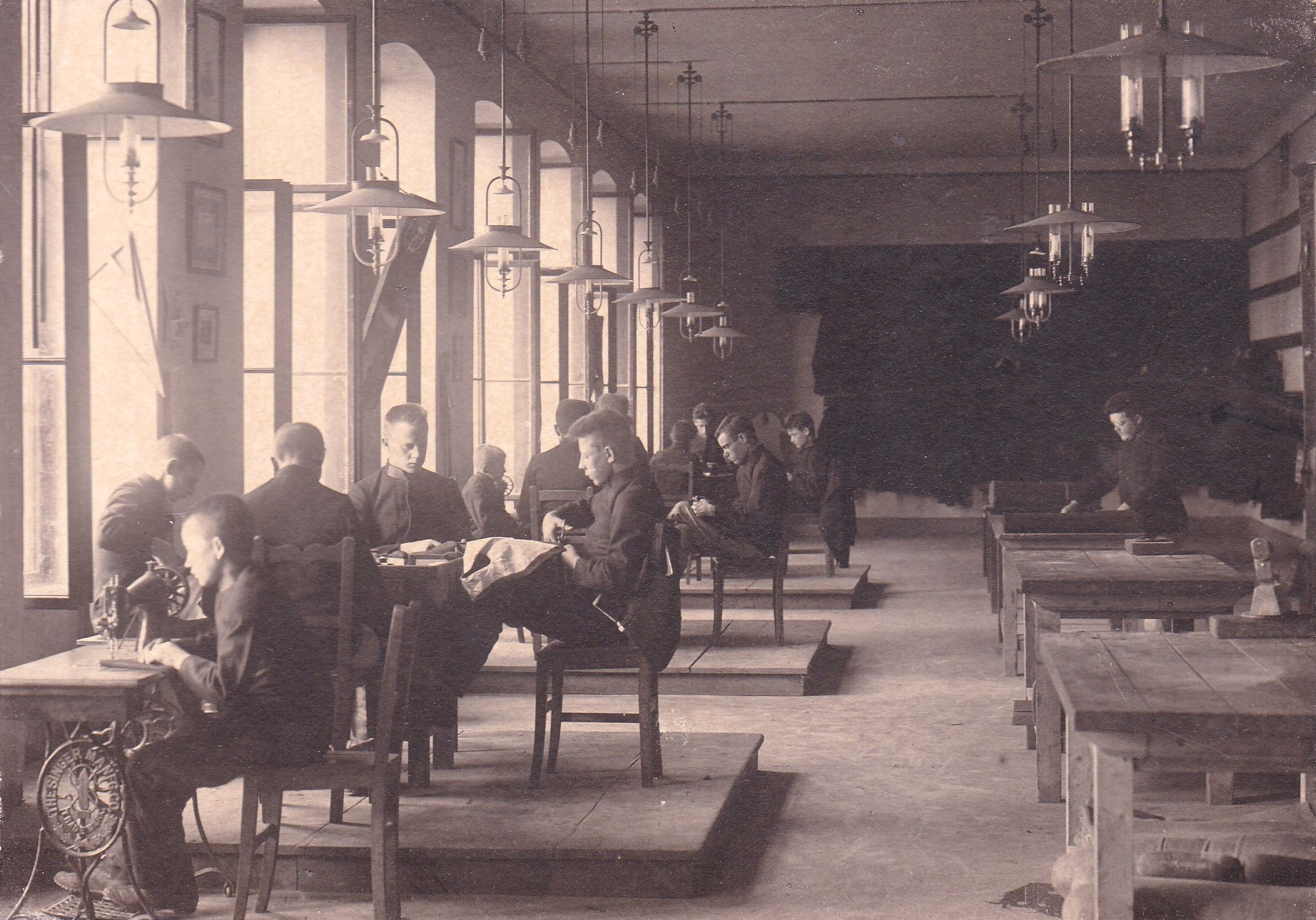
Schneiderei (1900)
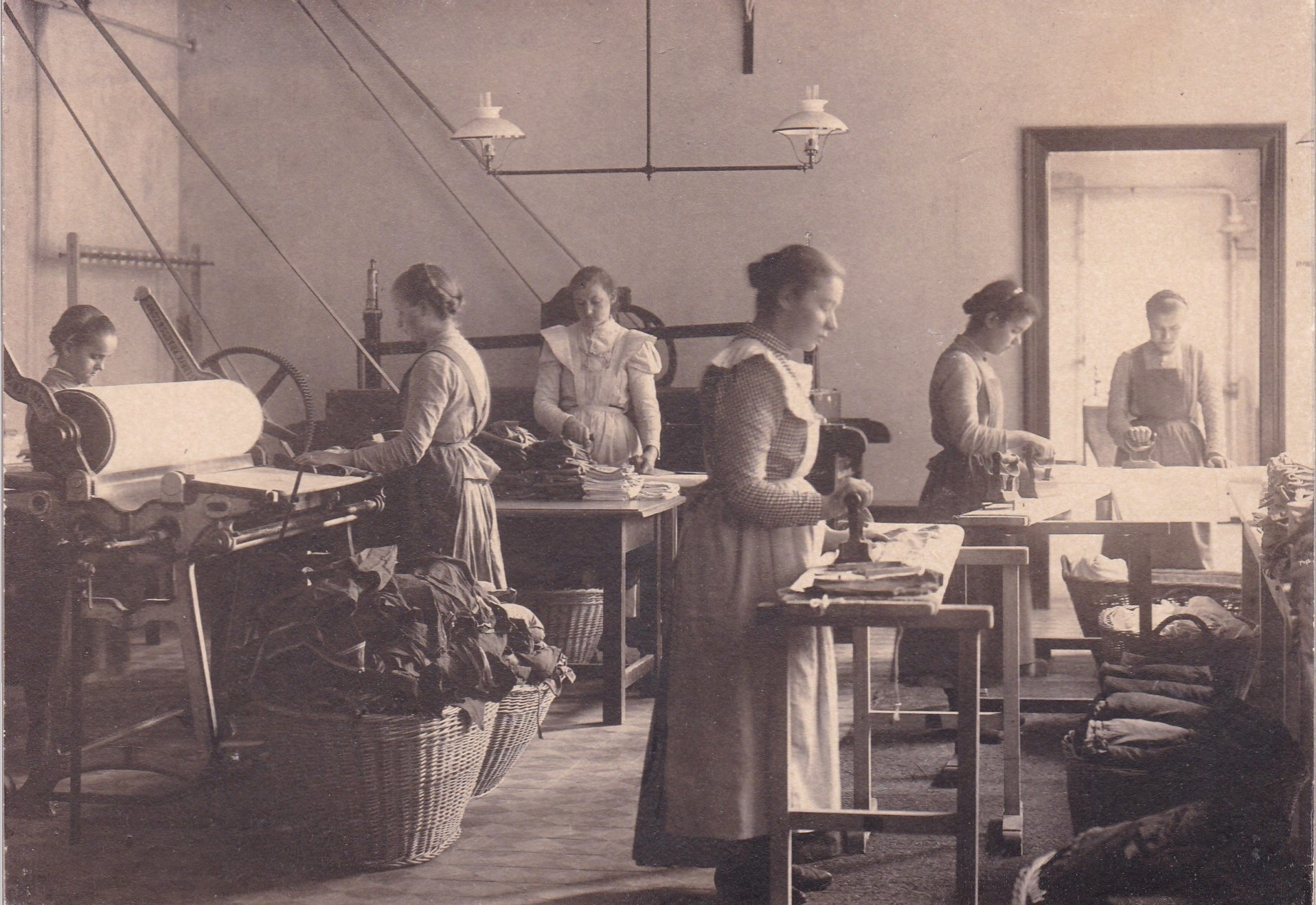
Büglerei (1900)
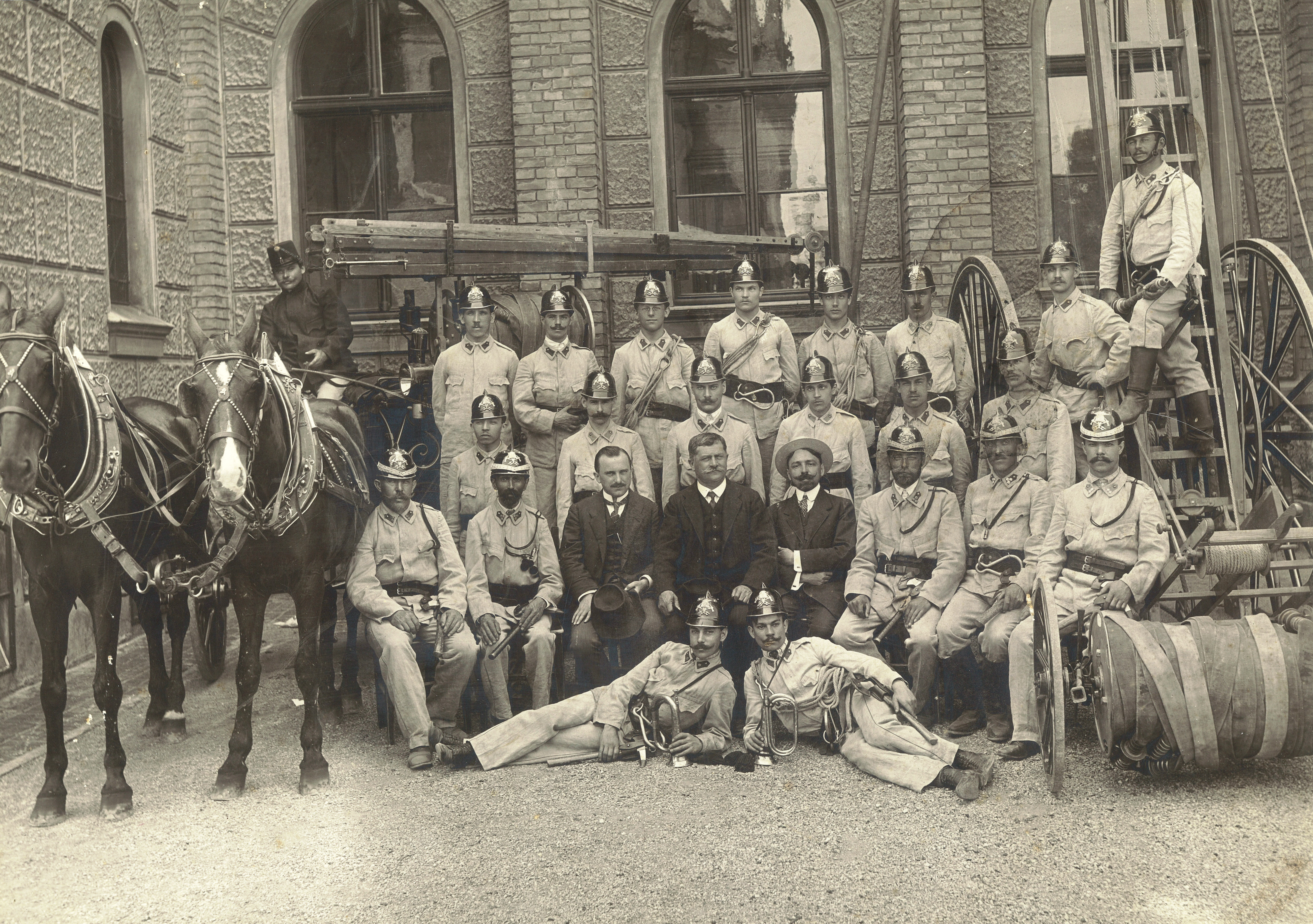
Feuerwehr Mödling am Gelände (1900)
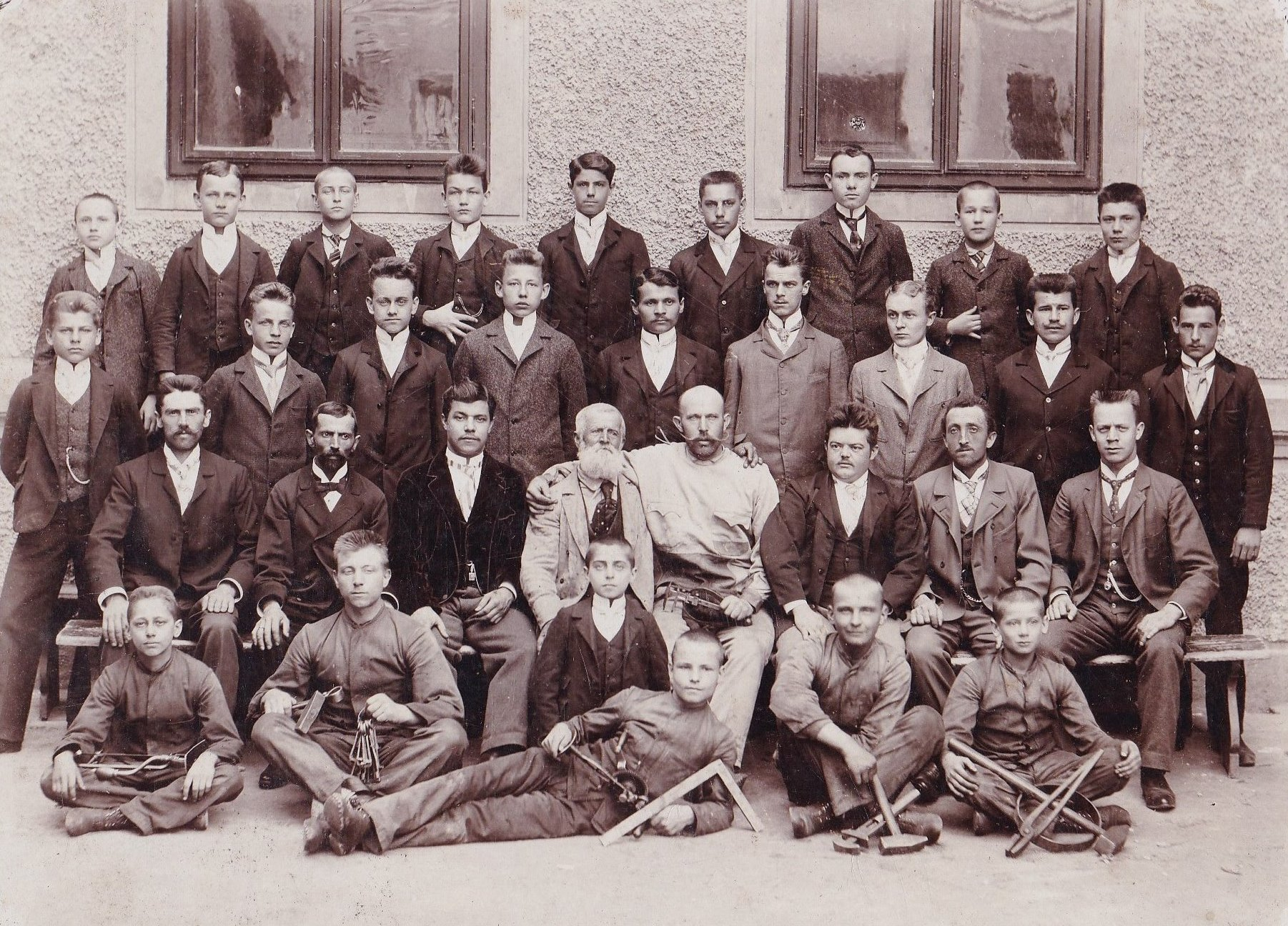
Zöglinge und Personal (1914)
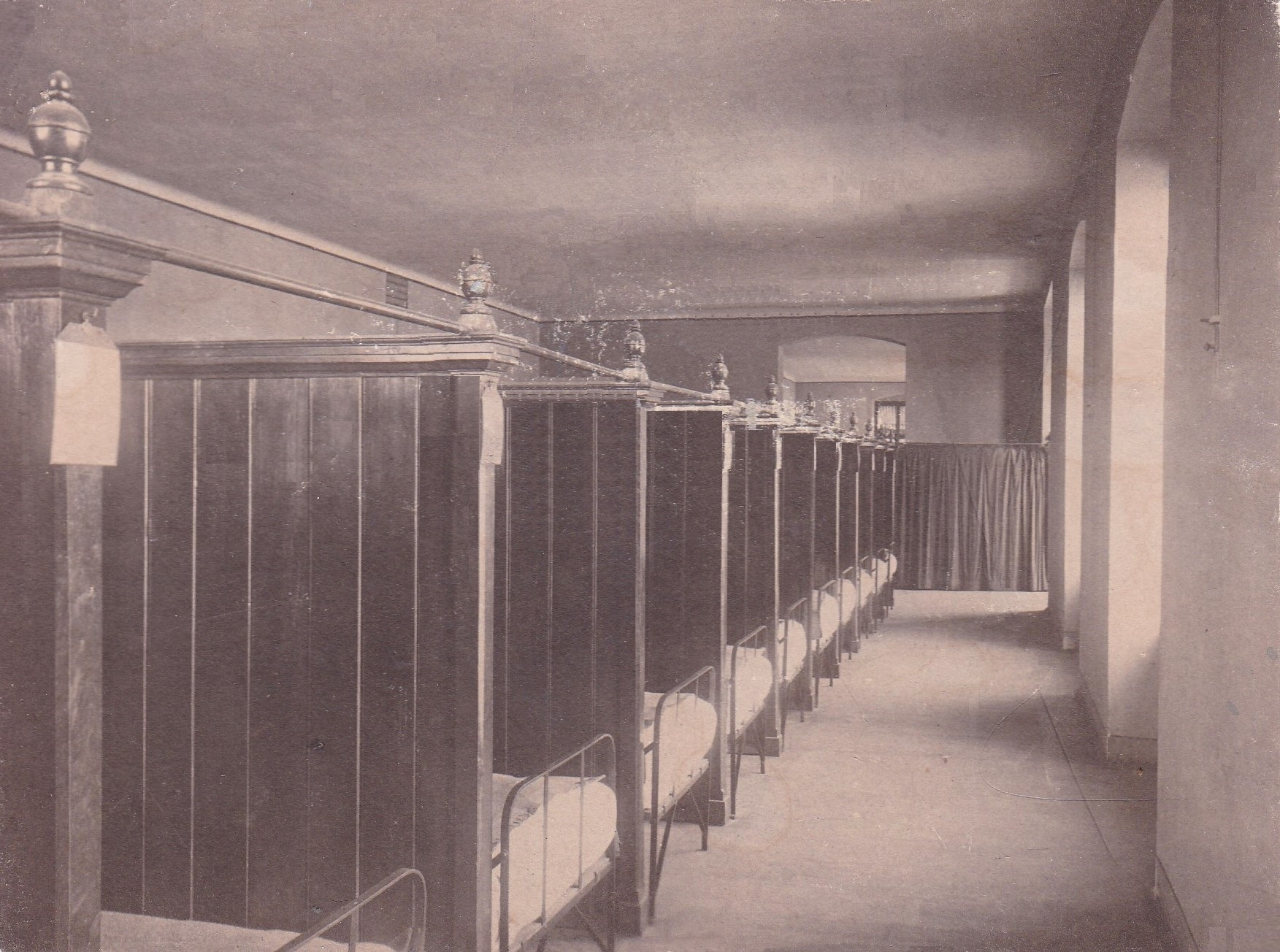
Schlafstelle des einfachen Personals (1900)
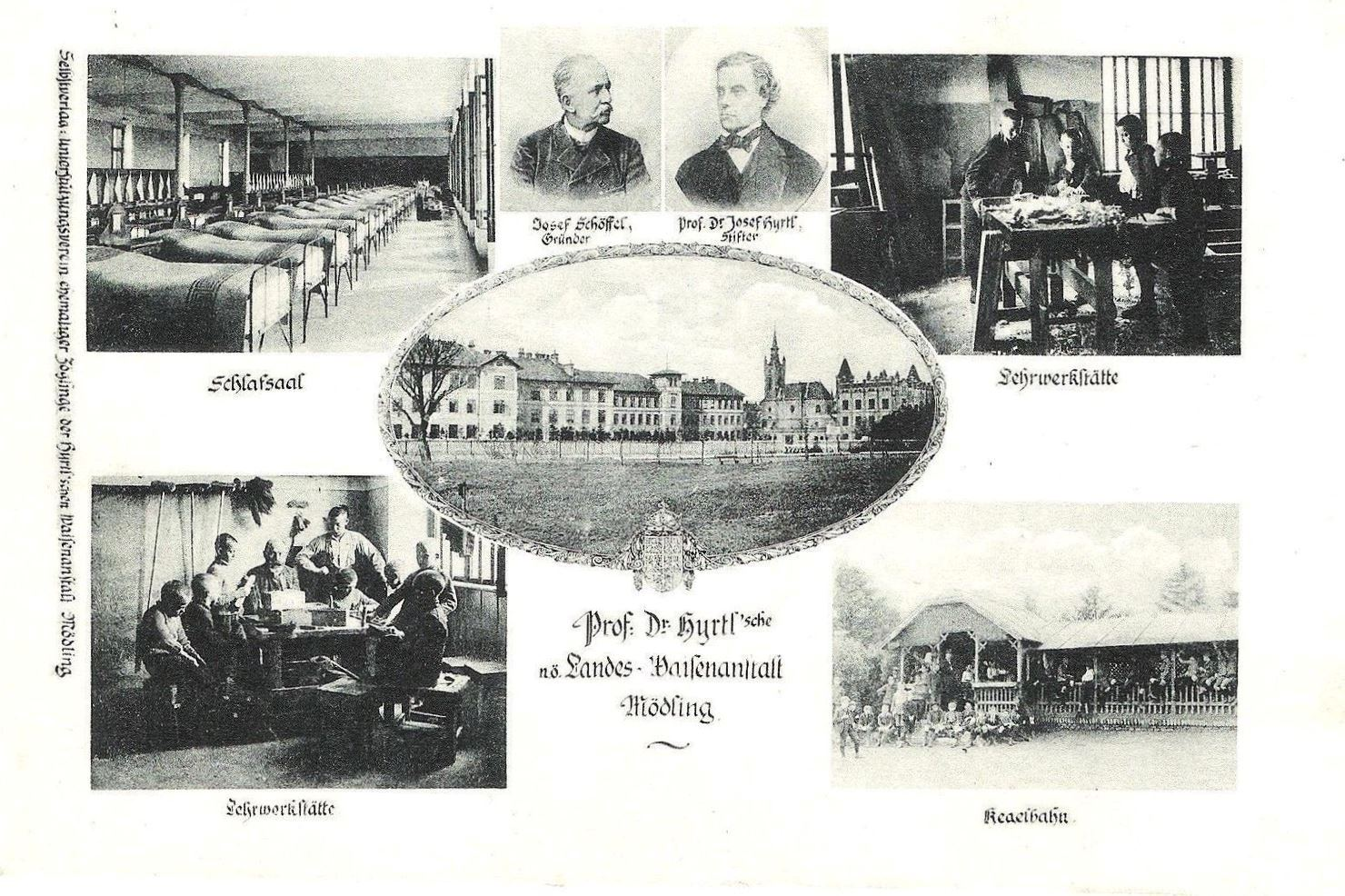
Zöglinge Ansichtskarte (1912)
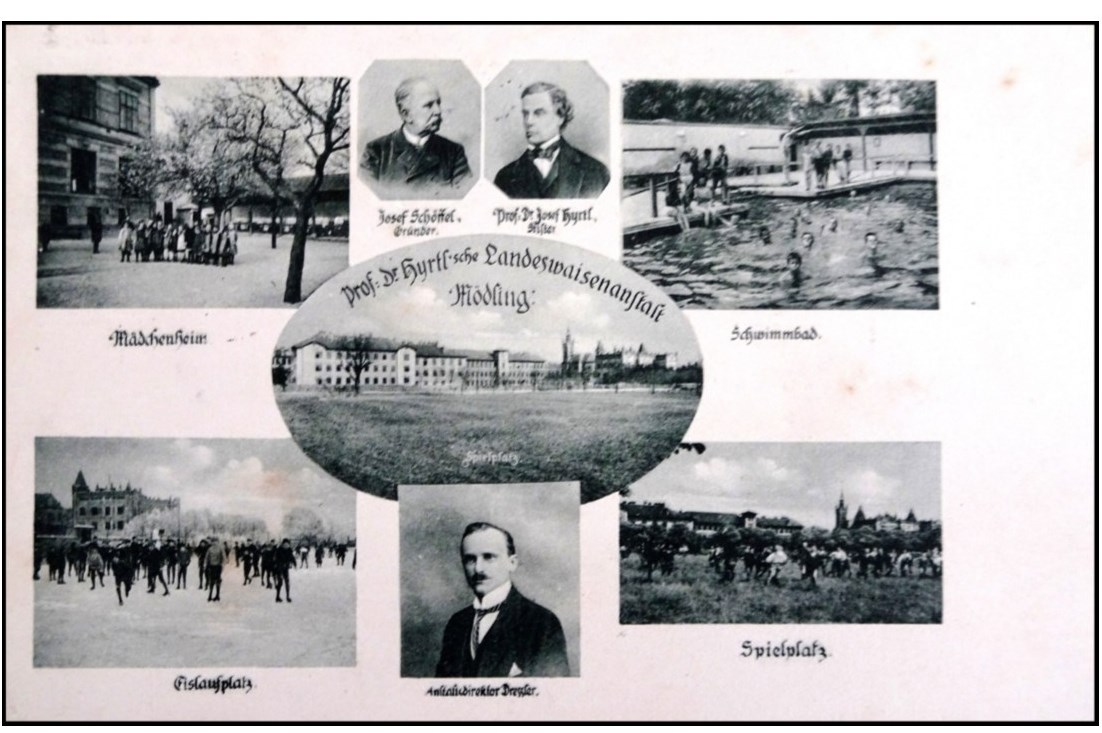
Zöglinge Ansichtskarte (1912)